# Hazrat Inayat Khan
Pour les articles homonymes, voir Khan (homonymie).
Hazrat Inayat Khan (1882 – 1927) est un pionnier de la transmission à l'Occident du soufisme.
Venu du Nord de l’Inde en Occident en tant que musicien, incité par son maître à harmoniser l'Orient et l'Occident par sa musique, il se tourne rapidement vers l’introduction et la transmission de la pensée et des pratiques soufies en Occident. Son message d’unité divine se concentre sur les thèmes de l'unité fondamentale sous-jacente des idéaux des grandes religions, de l’amour, de l’harmonie et de la beauté.
Diverses branches du mouvement fondé par Inayat Khan à Londres en 1914 sont aujourd'hui présentes en  Afrique du Sud, en Allemagne, en Angleterre, en Australie, en Belgique, au Canada, aux États-Unis, en France, en Norvège, aux Pays-Bas et en Russie. Dans ses écrits tels que Le Mysticisme du Son, Notes de la musique silencieuse ou Gayan, La divine symphonie ou Vadan, Inayat Khan couple sa passion pour la musique avec son parcours soufi, formulant ainsi un éloquent manifeste de la musique en tant que fil harmonieux de l’Univers.

## Biographie

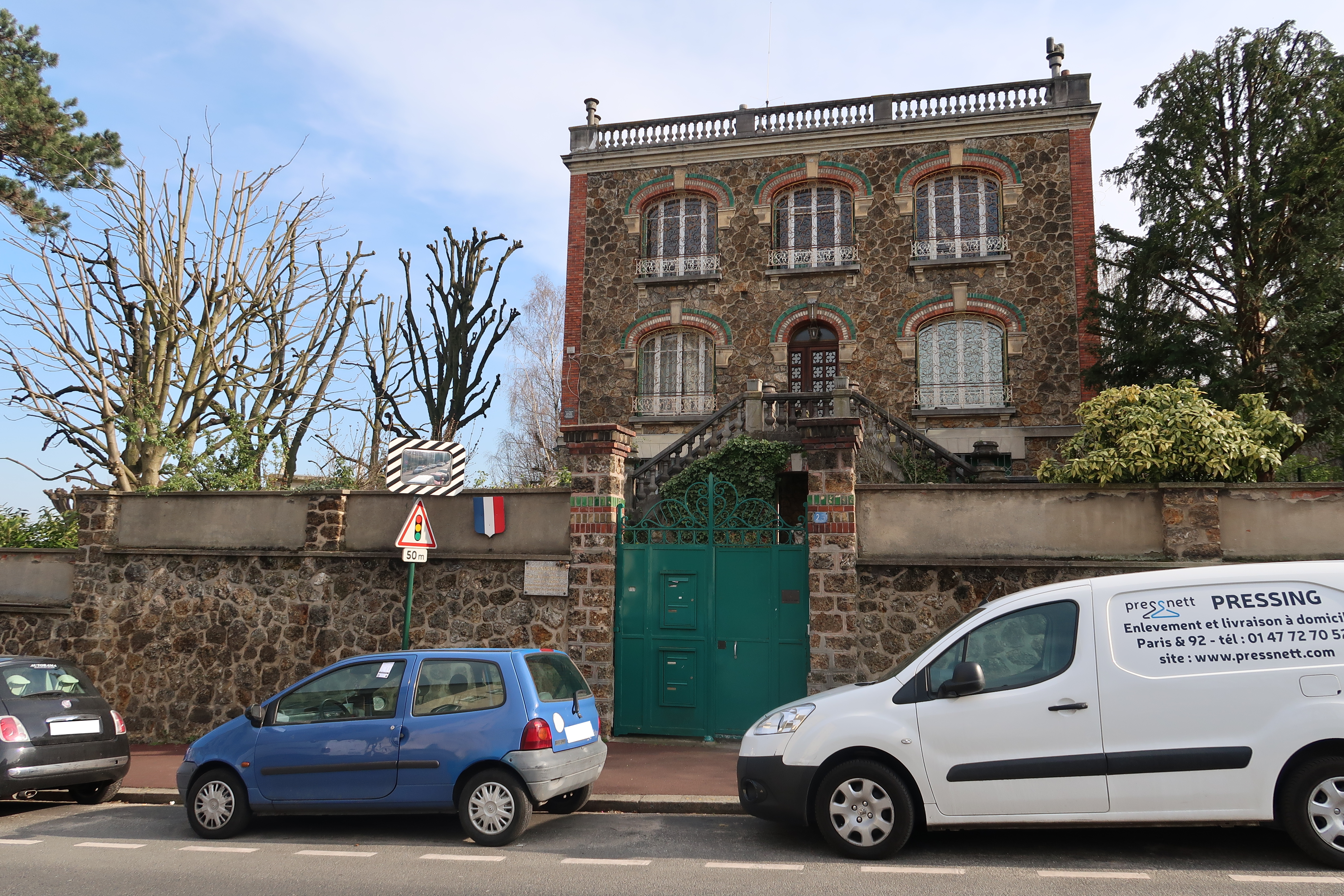
La maison de Suresnes.

Inayat Khan nait en 1882 à Baroda, dans une famille de musiciens connue depuis plusieurs générations. Accompli très précocement, il commence à voyager dès l’âge de 20 ans à travers l’Inde, donnant des concerts, des conférences et des cours particuliers. À cette époque il parle déjà du besoin de dissoudre les différences entre les personnes/peuples, et en particulier, entre les personnes de confession hindoue et celles de confession musulmane de son pays.
Lorsqu’il arrive à Hyderabad, son aptitude à suivre le chemin spirituel est reconnue, et il y vit de 1903 à 1907 comme disciple de son maître soufi. Son sens de la fraternité des hommes s’approfondit et se relie à son parcours spirituel, car étant mystique, il comprend que tous émanent d’une unique source.
Lorsque son maître meurt, Inayat voyage à travers l’Inde, Ceylan et la Birmanie, donnant des concerts qui rencontrent un succès croissant. Mais son maître lui avait donné pour mission non seulement d’œuvrer à rassembler les Indiens entre eux, mais également de participer à unir les peuples d’orient et d’occident.
En 1910 il se rend aux États-Unis avec ses frères, également musiciens. Il donne des concerts et des conférences en Amérique, en France et en Russie, et rencontre les grands artistes de l’époque. Entre 1914 et 1920, il est à Londres et y fonde le Mouvement du « Soufisme Universel », pour faire connaître l’« idée de l’unité, qui est à la racine de tout ».
Il exprime cette vérité d’une telle manière que des Occidentaux, malgré toutes les différences culturelles, peuvent comprendre son message. Il transmet le soufisme sous une forme universelle qui s’adresse à des auditoires de toutes confessions. Progressivement Inayat abandonne sa musique pour se consacrer pleinement à la transmission des enseignements et son mouvement croit. En 1920, après de longues années de pérégrination il s’établit finalement avec sa famille dans une maison située 23 rue de la Tuilerie, à Suresnes, près de Paris, où une école d’été annuelle est fondée.
Entre 1920 et 1926, il voyage en Amérique et en Europe, suivi par un nombre croissant de disciples. De petits groupes de disciples s’établirent dans les lieux qu’il visitait et assurèrent la continuité de sa pensée tandis qu’il poursuivait ses voyages. La forme orientale constituée d’un groupe de disciples autour d’un maître fut ainsi adaptée aux besoins occidentaux. Il fonde des centres soufis dans 12 pays, recevant gloire et admiration, mais aussi incompréhension et résistance.
Vers la fin de l’année 1926, Inayat Khan retourne en Inde où il meurt, l’année suivante, à Delhi. Ses livres (conférences, aphorismes, pièces) sont encore rééditées à ce jour. Ses descendants, ainsi que ses disciples, dans tous les continents poursuivent son travail. Beaucoup participent aux rencontres soufies et pratiquent ses enseignements au quotidien.

### Les compagnons de route
- Maheboob Khan, son frère cadet né en 1887 à Baroda, également musicien formé à la musique traditionnelle indienne et à la musique occidentale, a remplacé Inayat Khan en tant que professeur de musique durant ses voyages sur le continent indien. Mais lorsque son frère l’informa de son départ pour les États-Unis, il abandonna une carrière prometteuse pour l’accompagner. Il a poursuivi le travail de son frère jusqu’à sa mort en 1948 à La Haye, où il est enterré[1].
- Musharaff Moulamia Khan, son plus jeune frère, né à Baroda en 1895, avait lui aussi la fibre musicale et se rendit à Calcutta pour étudier et profiter de l'influence de son grand frère. Cependant, il se retrouva seul après le départ ses frères aux États-Unis et ce n’est qu’au bout d'un an qu’il les rejoignit. Il a également poursuivi le travail de son frère jusqu’à sa mort en 1967 à La Haye, où il est enterré.
- Ali Khan, son cousin, né dans la même maison à Baroda, le 7 juillet 1881, en plus de la musique classique indienne, a joué du trombone, de la trompette et de la cornemuse. Il a été souvent décrit comme suivant Inayat Khan comme son ombre. Très intéressé par culture physique et la lutte, cela l'a préparé à devenir un « mur de fer » pour le soutenir en certaines circonstances. Il a également poursuivi le travail de son cousin jusqu’à sa mort en 1958 à La Haye, où il est enterré[2].

### Famille
Hazrat Inayat Khan épouse une jeune Américaine, Ora Baker, nommée également Amina Begum, le 20 mars 1913 à Londres.

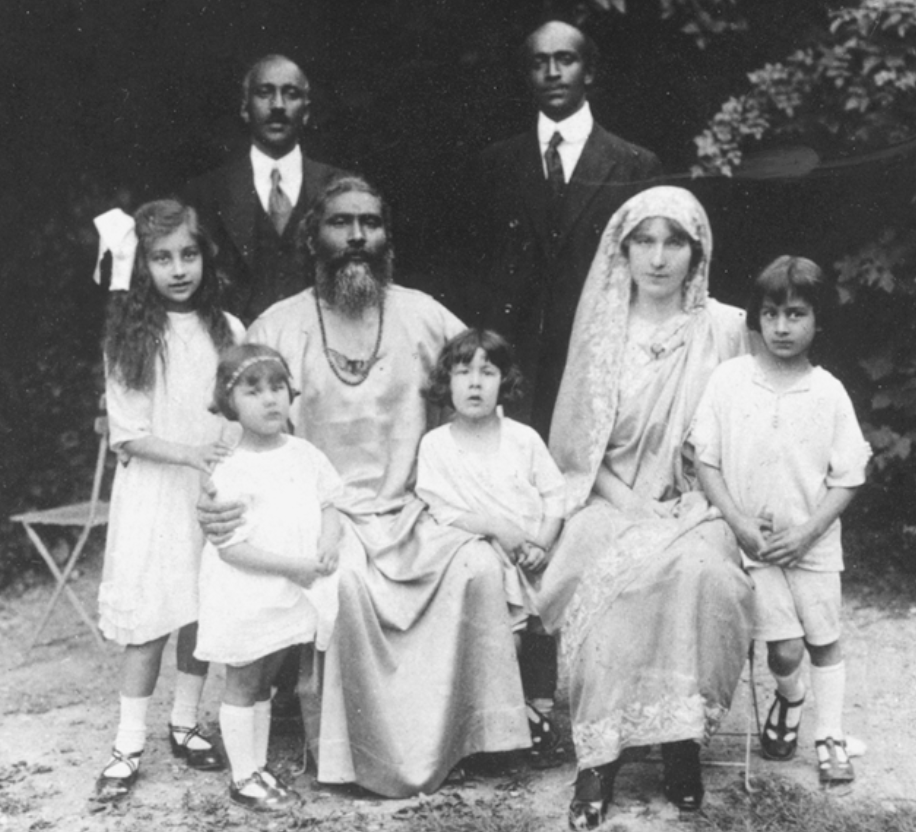
Inayat Khan, Amina Begum et leurs enfants dans le jardin de Suresnes le 5 juillet 1922.

Quatre enfants naquirent de cette union :
- Noor-Un-Isa ou Babuli, née le 1er janvier 1914, date anglaise (il est fait mention d'une date de naissance russe le 20 décembre 1913 dans l'autobiographie). Celle-ci fut officier du renseignement britannique pendant la Seconde Guerre mondiale, déportée et assassinée par les Nazis au camp de Dachau en 1944[3] ;
- Vilayat ou Bhaijan, né le 19 juin 1916 à Londres. Resté rue de la Tuilerie à Suresnes après le départ de son père, il a poursuivi le travail de son père. Il a en particulier organisé des camp d'été en nature[4]. Il est mort le 17 juin 2004 à Suresnes ;
- Hidayat ou Bhaiyajan, né le 6 août 1917 à Londres. Compositeur et violoniste de son état, il a lui aussi poursuivi le travail de son père, en particulier aux Pays-Bas, où il a fini par élire résidence. Il meurt le 12 septembre 2016 à Munich.
- Khair-un-Nisa ou Mamuli, prénommée également Claire, née le 3 juin 1919 et morte en 2011.

### Le musicien

#### La période orientale

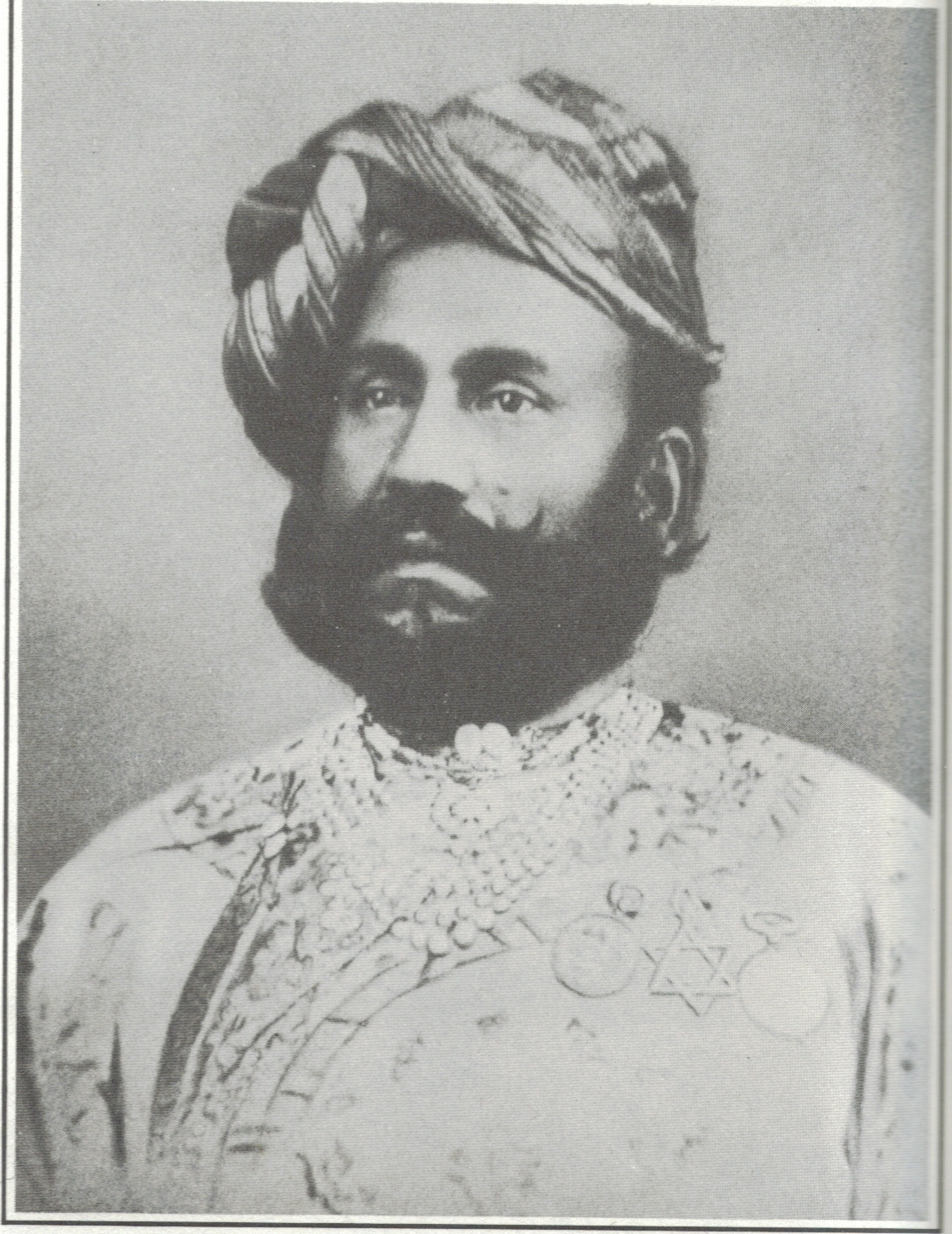
Maula Bakhsh, son grand père.

Beaucoup de membres de la famille d’Inayat Khan était des musiciens. Son grand père Maula Bakhsh, accueilli à la cour de Sayaji Rao III Gaekwar, maharaja de Vadodara, fonda en 1886 l'académie de musique Gayan Shala. Inayat Khan y devint professeur, mais à la mort de son aïeul, il partit donner des concerts à Madras.
Puis sur l’invitation du Maharaja Krishnaradjah Wadiyaril, il se rendit à Mysore. En 1903, après un court retour sur Baroda, il reprit son bâton de pèlerin pour se rendre via Bombay à Hyderabad, où il se lia d'une respectueuse amitié avec le souverain de cet État, lui-même un mystique et un poète, le Nizâm de l'Hyderâbâd. Dès le début de son séjour, il écrivit son livre de théorie musicale Minqar-i Musiqar, qui sera publié seulement en 1912, dans lequel il résume en ourdou le système musical de son grand-père.
C'est enfin là qu'il rencontra enfin son murshid, Syed Mohammed abou Hashim Madani. Tout comme les soufis Chishtiyyas, il poursuivait la réalisation spirituelle à l’aide de la musique et cette rencontre va préciser la trajectoire de son existence.
Il demeura à Hyderabad jusqu’en 1907 jusqu’au décès de son maitre, qui avant de mourir le béni et lui demanda d’harmoniser l'Orient et l'Occident par l'harmonie de son art et de répandre la sagesse du Soufisme. S’en suivi une période de voyage à travers le continent indien durant laquelle, tout en poursuivant l’exercice de sa profession de musicien, il cherchait à rencontrer les êtres remarquables de l’époque.

#### Le voyage en Occident

##### États-Unis

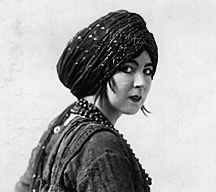
Ruth Saint Denis.

En 1910, Inayat Khan accompagné de son frère cadet et son cousin, quitta l'Inde pour New York. Musharaff, le plus jeune frère, les a rejoint six mois plus tard. Étranger, sans influence ni bonnes introductions, malgré sa rencontre avec Emma Thursby, il fallut un peu de temps pour donner des concerts et des conférences sur la musique. Il débuta par une conférence à l'université de Columbia, puis grâce à la danseuse Ruth Saint Denis, pu entreprendre une tournée musicale dans tous les États-Unis, tout en parlant de philosophie et de musique dans les universités comme celles de Berkeley et de Los Angeles en Californie. Un jour qu'il partageait ses idées de fraternité humaine et d'union de l'Orient et de l'Occident avec Ruth Saint Denis, celle-ci lui répondit : « Oui, nous, les peuples d'Occident et d'Orient, pouvons être frères, mais pas jumeaux ! ».

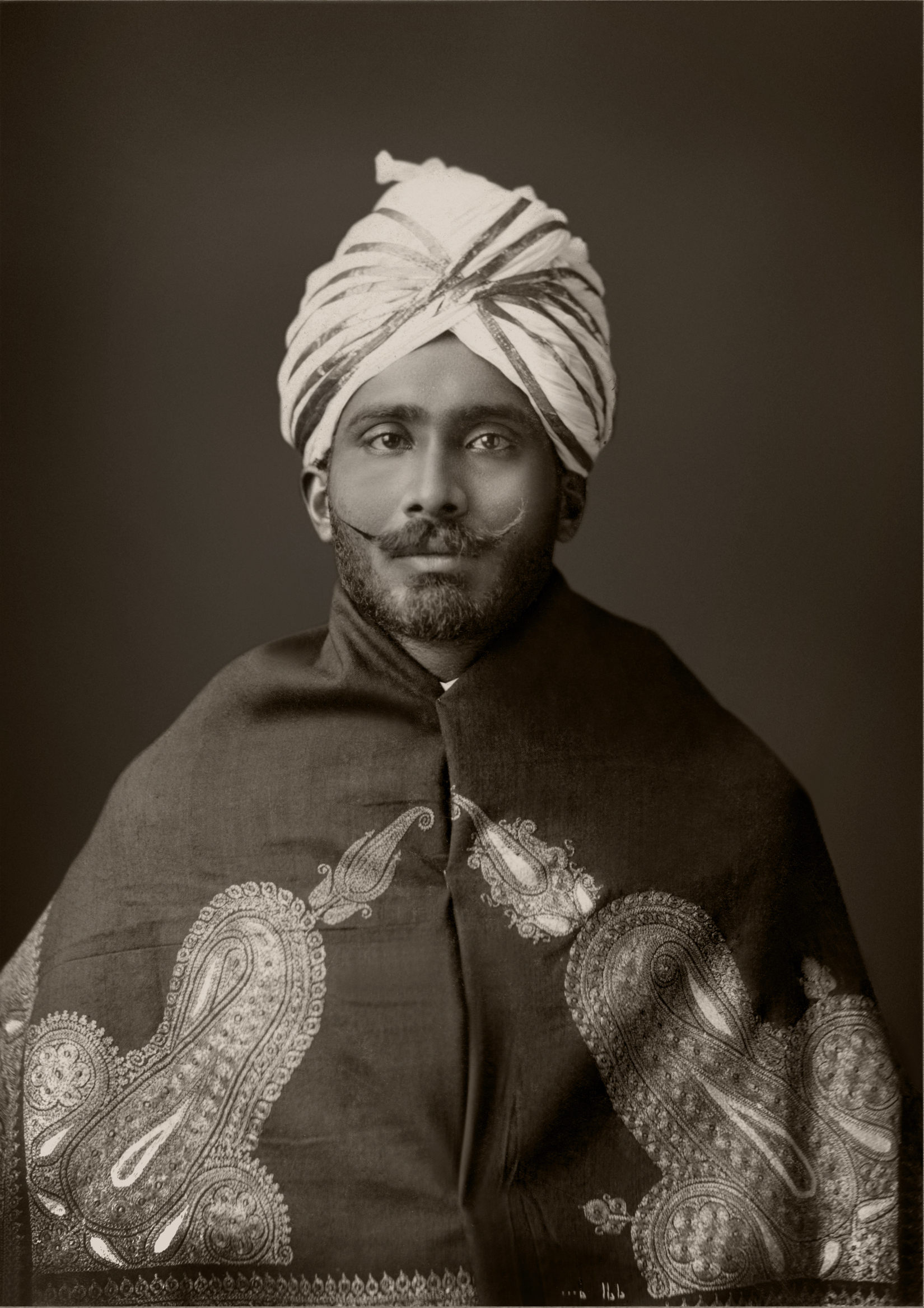
Portrait d'Hazrat Inayat Khan à San Francisco, en 1911.

Être interprète d'un art si peu connu à l'étranger ne fut pas facile au début, car dans ce pays qu’il qualifiait de « foyer moderne du progrès matériel », la suractivité, la précipitation, le changement perpétuel n’étaient pas compatible avec des durées de concerts qu’il avait l’habitude de donner.
Considérant que le mysticisme avait jusqu'alors été rendu caché et ésotérique par certains maîtres qui ne l'enseignaient qu'à ceux qui appartenaient à leur propre race, religion, nation ou classe, il fonda l’Ordre Soufi afin de transmettre à nouveau à l'homme ce bien commun, sans remettre en question son droit, sa caste ou sa croyance.
C’est grâce à sa première disciple, Mme Ada Martin, nommée également Rabia, qu’un temple soufi s’est ouvert à San Francisco pour le libre culte des peuples de toutes les religions. C’est elle qui a représenté pendant plusieurs années l'Ordre soufi en Amérique.

##### Grande-Bretagne

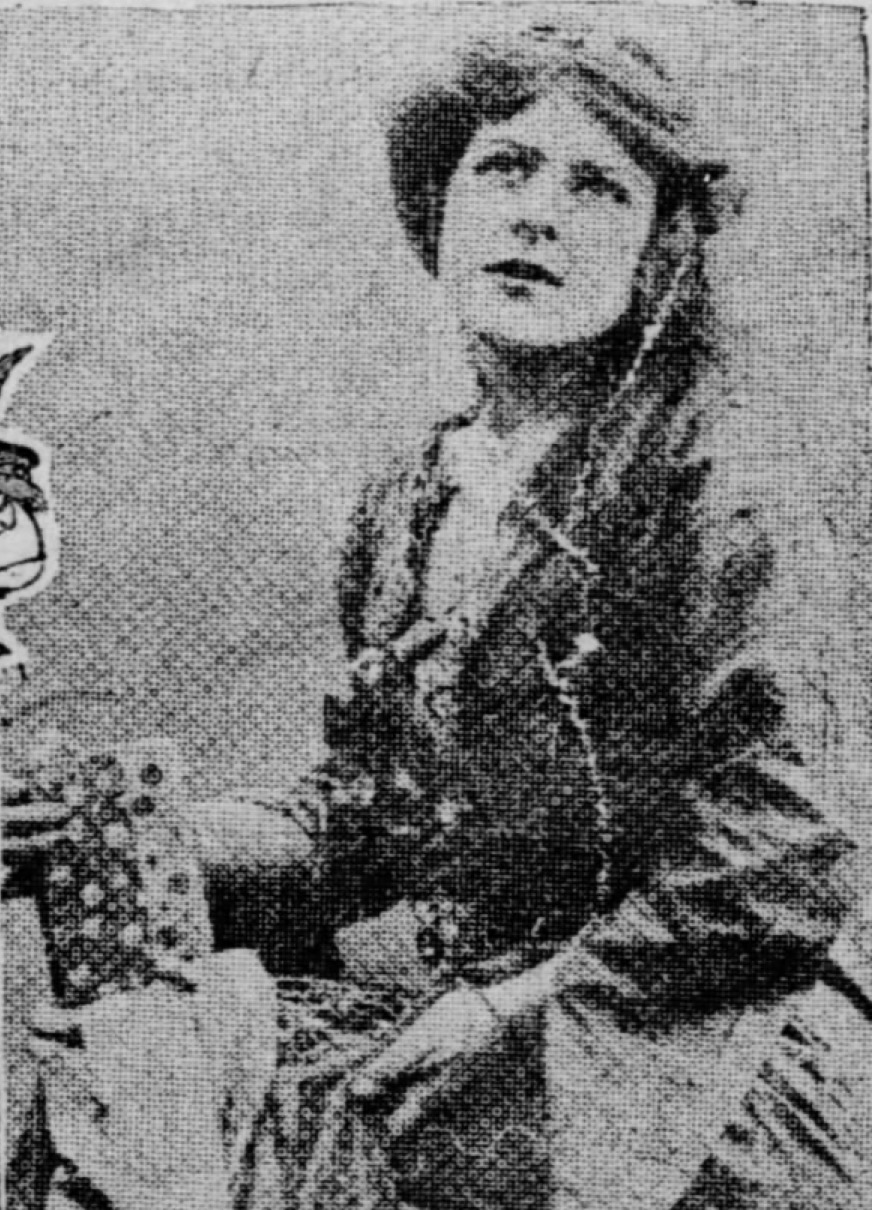
Béatrice Irwin actrice et poète

En 1912 le petit orchestre quitta l'Amérique pour l'Angleterre, en pleine période d'activité des Suffragettes. Inayat Khan fut très sensible à leur combat qui augurait d'une libération pour les femmes sur tous les plans de l'existence. Ce fut l’occasion de rencontres avec les musiciens de l’époque, comme Cyril Scott et Percy Grainger, ainsi que la fréquentation d’un grand nombre de poètes et d'écrivains dans les cercles littéraires, comme Sir Henry Newbolt qui échangea avec Inayat Khan sur quelques points de philosophie religieuse. Beatrice Irwin le mis en relation avec Lord Dunsany très intéressé par la symbologie de la poésie de soufie.
Rabindranàth Tagore en Angleterre à cette époque lui permet de rencontrer Arthur Henry Fox Strangways, secrétaire honoraire de la « Royal India Society », qui écrivait alors un livre sur la musique indienne. Lors de l’une de leurs rencontres, ce musicologue et grand critique musical dit à Inayat Khan : « Ici on ne s'intéresse pas beaucoup à l'art, les Français sont les premiers dans ce domaine, et vous trouverez beaucoup d'intérêt pour votre musique en France. »

##### France - Le musicien philosophe
Arrivé à Paris au dernier trimestre 1912, il se lie d'amitié avec Edmond Bailly, amoureux de l'Inde et de sa musique, qui organise le premier concert à Paris. Une critique favorable est publiée dans le Gil Blas du 25 octobre 1912.

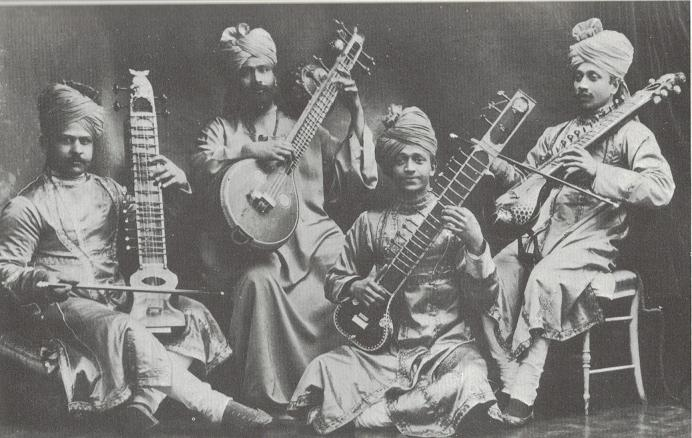
Les Musiciens Royaux de l'Hindoustan.

Son orchestre, les Musiciens Royaux de l'Hindoustan, a été engagé par Lucien Guitry, père de Sacha, pour un rôle dans Kismet, un spectacle oriental écrit par Knoblauch qui les rendit populaires. Les préparatifs furent l’occasion de rencontres avec beaucoup d'artistes comme Armen Ohanian, Mata Hari ou Isadora Duncan.
Dans Notturno, l'écrivain italien Gabriele d'Annunzio décrit en 1916 toute la mélancolie affectée de cette époque, et l'impression saisissante que produisait le chant d'Inayat Khan.
Walter Rummel permit la rencontre avec Debussy, qui s'est beaucoup intéressé aux râgas et avait surnommé Inayat Khan « le remarquable musicien philosophe ». Des conférences sur la musique et la philosophie furent organisées et le poète Jules Bois devint son disciple.
C'est aussi à Edmond Bailly, qui dirigeait la maison d'édition « l'Art Indépendant », que l'on doit la publication en français de son premier livre, Un message soufi de liberté spirituelle, alors que le manuscrit A Sufi Message of Spiritual Liberty sera publié à Londres seulement l’année suivante, après la traduction russe.

##### Russie - Le poète chanteur

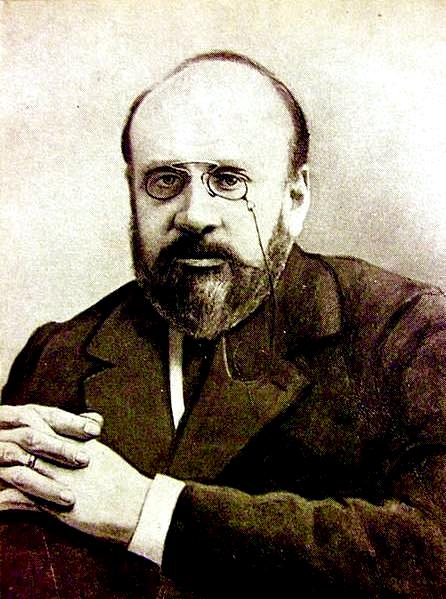
Sergey Lvovich Tolstoï.

Le comte Sergey Lvovich Tolstoï, fils du grand Léon Tolstoï, a raconté qu’avec son ami Viatcheslav Ivanovitch Ivanov, ils avaient découvert Inayat Khan « dans un restaurant très commun ». Il s’agissait de la boîte de nuit Maxim, lieu de divertissement des plus frivoles, qui avait fait venir le petit orchestre de Paris. Malgré cet environnement, ils furent « très impressionnés » et organisèrent bientôt conférences et concerts publics. Ainsi des rencontres furent organisées avec Scriabine (plusieurs fois durant cette année 1913), le chanteur Chaliapin.
Pendant ce séjour en Russie, Inayat Khan a écrit une pièce de théâtre intitulée Shiva, s’inspirant du drame antique indien La Reconnaissance de Shâkountalâ. C’est Sergey Lvovich Tolstoï qui a traduit et effectué l'arrangement européen de la musique.
Un officier du renseignement, Henry Balakin, envoyé pour observer ce qui se passait, souhaitait devenir disciple d’Inayat Khan, qui accepta en lui disant : « Vous servez votre gouvernement et je sers le mien (Dieu) ». C'est grâce à la traduction et l’aide de ce dernier que le livre sur la liberté spirituelle a pu être publié en langue russe au début de l’année 1914.

##### Congrès de la Société internationale de musique de 1914
Le congrès de la Société internationale de musique se déroula durant la première quinzaine de juin 1914. Arrivant de Russie via l’Allemagne, Inayat Khan et son orchestre arrivèrent un peu en retard et présentèrent la musique de l'Inde à la toute fin du programme. Le professeur Jules Écorcheville de la Sorbonne, président de la société organisatrice, était très intéressé par la musique orientale et suggéra que des enregistrements soient réalisés et conservés à l'université. Les délégués allemands au congrès très intéressés par leur musique les ont invités à donner une série de concerts en Allemagne au cours de la saison suivante.
Mais deux mois plus tard, la Première Guerre mondiale poussa le famille d’Inayat Khan à se retirer à Londres, où il vivront pendant les années de guerre.

##### Londres, pendant la guerre
En réponse à son message de paix et de fraternité, on lui répondait souvent : « Tuer ou être tué ». Une série de conférences fut organisée dans les locaux de la Royal Asiatic Society et le petit orchestre joua et chanta pour divertir les soldats indiens blessés au Queen’s Hall.

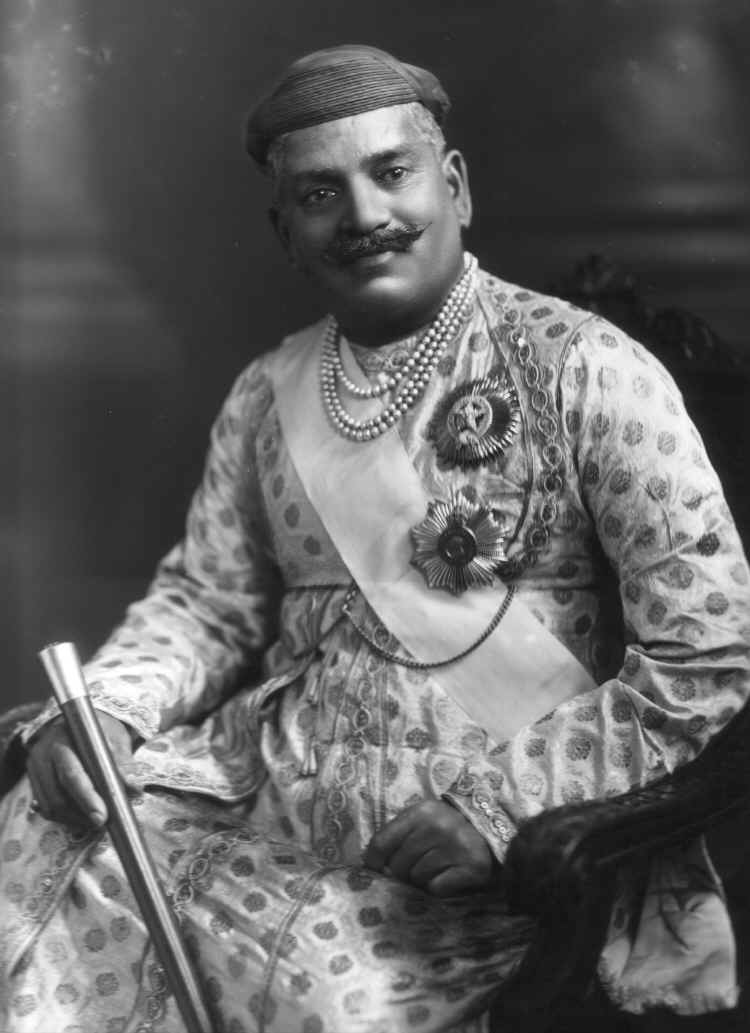
Sayaji Rao III Gaekwar Maharaja de Baroda.

Même si la reine Alexandra avait assisté à un de ses concerts de musique indienne, Inayat Khan se rendait compte que le roi d'Angleterre ne s'intéressait pas à l'Inde pour son art, sa poésie, sa philosophie ou sa musique. C’est Lord Lamington qui lui permit de faire le deuil de cette rencontre qu’il espérait tant, en lui disant que pour vraiment réussir en Angleterre, il fallait travailler sans bruit.
Lady Cunard donna une réception dans la maison de Lord French, en présence du chef d’orchestre Sir Thomas Beecham, pour présenter la musique indienne à la société anglaise. Mais la réelle occasion de présenter la musique indienne à l'Opéra fut sa participation dans la pièce Lakmé grâce à son ami, le chanteur russe Rosing. Ce fut l’occasion de se lier d'amitié avec les cantatrices Emma Nevada et sa fille Mignon Nevada, qui formèrent son cousin Ali Khan au grand opéra.
Alors qu’il ne s’étaient pas rencontrés depuis une vingtaine d’années, le Mahârâjâ Segaji Râo Gaekwar de Baroda lui fit la joie de lui rendre visite au siège qu’ils avaient établi à Kensington, Ladbroke Road No 86, pour donner les conférences et organiser des réunions. Très intéressé d'entendre parler de tous ses voyages et expériences après avoir quitté Baroda, lui a conseillé d'écrire son autobiographie.

##### Un musicien au service du Musicien Ultime

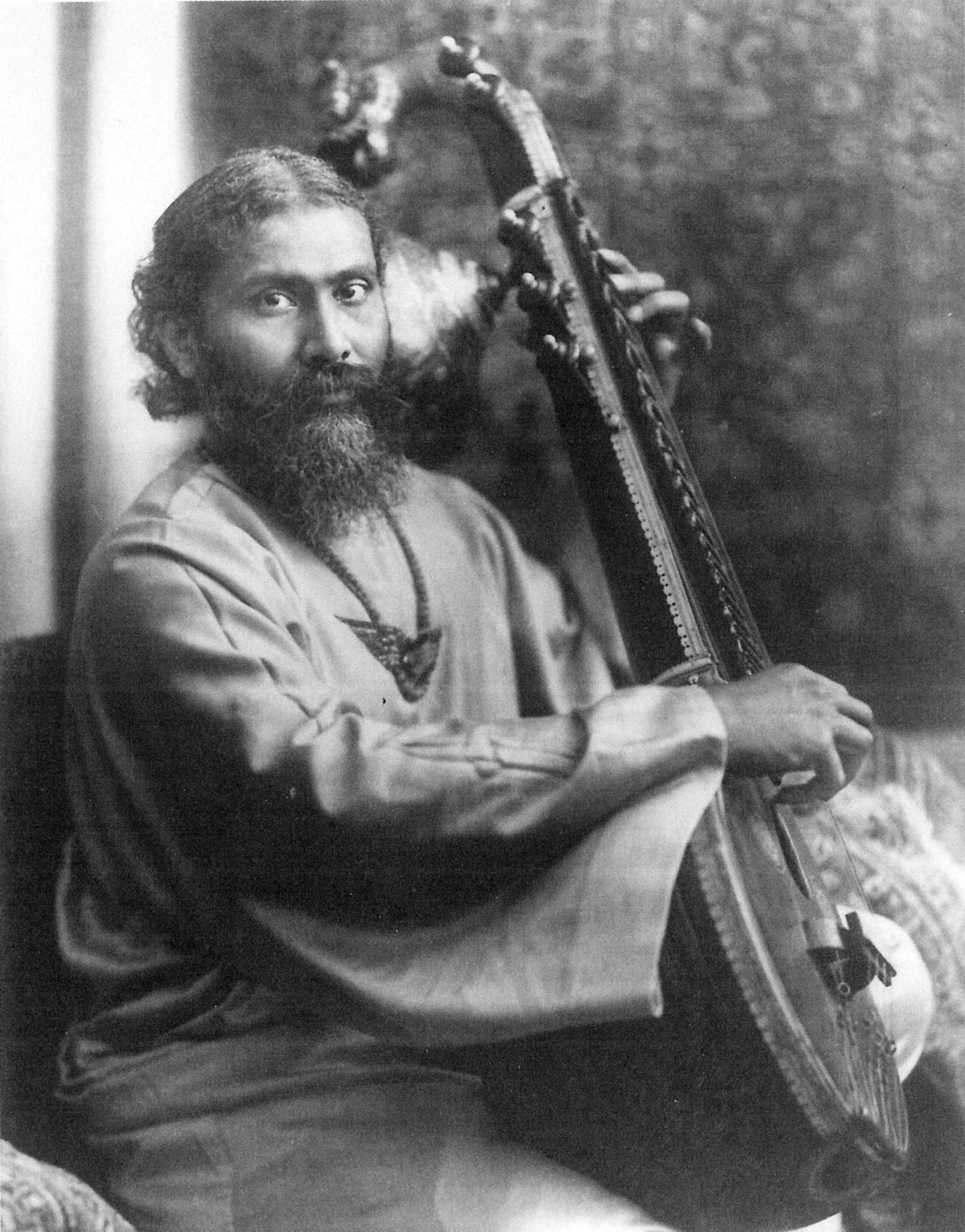
Londres en 1917.

En parlant de lui-même, Hazrat Inayat Khan écrivit en 1922 dans un de ses carnets de notes :

« Je suis né musicien dans une famille de musiciens, nourri par la musique, élevé dans une ambiance musicale. J'ai vécu dans la musique, j'ai aimé la musique jusqu'à ce que la musique commence à m'apparaître comme une simple expression en miniature de la Vie qui est tout entière musique. J'ai alors recherché le Musicien en Lequel j'ai trouvé la source de ma vie. C'est cette poursuite qui m'a tenu occupé. »

Et en 1925, il dicta les lignes suivantes :

« J'ai abandonné ma musique. Dans le service de Dieu l'on doit sacrifier ce qui vous est le plus cher et c'est ce que j'ai fait. J'ai composé des chants, j'ai chanté et j'ai joué de la vîna, jusqu'à ce qu'enfin j'ai touché, grâce à cela, la musique des sphères. Alors chaque âme est devenue pour moi une note de musique, et la totalité de la vie est devenue musique. J'ai parlé et les cœurs ont été attirés par mes paroles au lieu de l'être par mes chants. »

« Maintenant je suis occupé à accorder les âmes, au lieu d'accorder les notes. J'avais joué de la vîna jusqu'à ce que mon cœur devint un instrument que j'ai donné au divin Musicien, l'Être Unique. »

« Depuis lors, je suis devenu Sa flûte, de laquelle Il joue lorsqu'il le désire. »

### Le murshid
Conjointement à son activité musicale, l'objectif d'Inayat était d'établir une fraternité humaine sans considération de croyance, de race, de nation ou de religion, diffuser la sagesse du soufisme et en promouvoir sa littérature.

#### Londres, le début du «Mouvement soufi»
Mary Williams (Zohra) prit en charge une société d'édition soufie qui publia une revue trimestrielle, The Sufi Magazine et plusieurs livres :
- les œuvres poétiques d’Inayat Khan, Diwan, Hindustâni Lyrics, et Songs of India, traduites en anglais par Jessie Duncan Westbrook ;
- un livre reprenant certaines idées des conférences, intitulé Pearls from the Ocean Unseen (Perles de l'océan invisible) par Zohra Williams ;
- un livre biographique intitulé Confessions of Inayat Khan par Regina Miriam Bloch ;
- un traité sur le Rubaiyat d'Omar Kayyam par M. Bjerregaard.

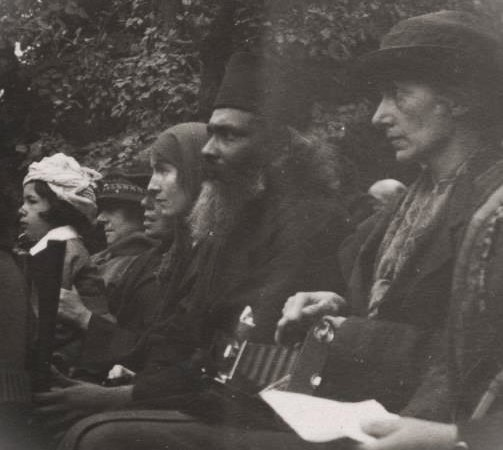
Sharifa Goodenough.

C’est à cette époque des débuts difficiles qu’apparut dans la vie d’Inayat Khan la fille cadette de Sir William Goodenough, Lucy Marian Goodenough (Sharifa), qui deviendra selon ses propres termes : « […] La pierre de fondation de l'Ordre Soufi. En Miss Goodenough, […] j'ai trouvé cet esprit de disciple qui est si peu connu dans le monde et encore plus rarement en Orient. En outre, j'ai retrouvé en elle mon propre point de vue. Elle a fait ressortir mes idées dans la série de livres, et a recueilli, préservé et produit les enregistrements de mes enseignements oraux et les a protégés de toute corruption. »
Les trois volumes faisant partie de la série Voice of Inayat (« La voix d’Inayat ») ont été publiés en 1919 :
- Akibat - Life after death (« La vie après la mort ») ;
- Love, Human and Divine (« Le phénomène de l'âme ») ;
- The Phenomenon of the Soul (« L'amour humain et divin »).

Beaucoup de personnalités sont passées au siège de Kensington : Walter Walsh, leader du mouvement des religions libres, l’illustrateur Edmond Dulac, l’érudit et écrivain Marmaduke Pickthall, Francis Henry Skrine (auteur de The heart of Asia), le poète Robert Bridges, la danseuse Constance Stewart-Richardson…
De petits groupes se développèrent dans le nord de l'Angleterre, à Harrogate et à Sheffield où il fit la connaissance de l’écrivain anglais Edward Carpenter. Enfin à Leeds, il fait la rencontre de l’hématologue O C Gruner, qui s’occupera de la publication de :
- In an Eastern Rose Garden (La roseraie d’Orient), traitant des différent thèmes de cet enseignement soufi dans un langage occidental actualisé ;
- The Way of Illumination (La voie de la Révélation), sorte de manuel soufi.

En octobre 1918, une fondation soufie fut déclarée officiellement à Londres.

#### Deux disciples méritent d’être mentionnées en raison de leur prise de responsabilité dans la vie du mouvement

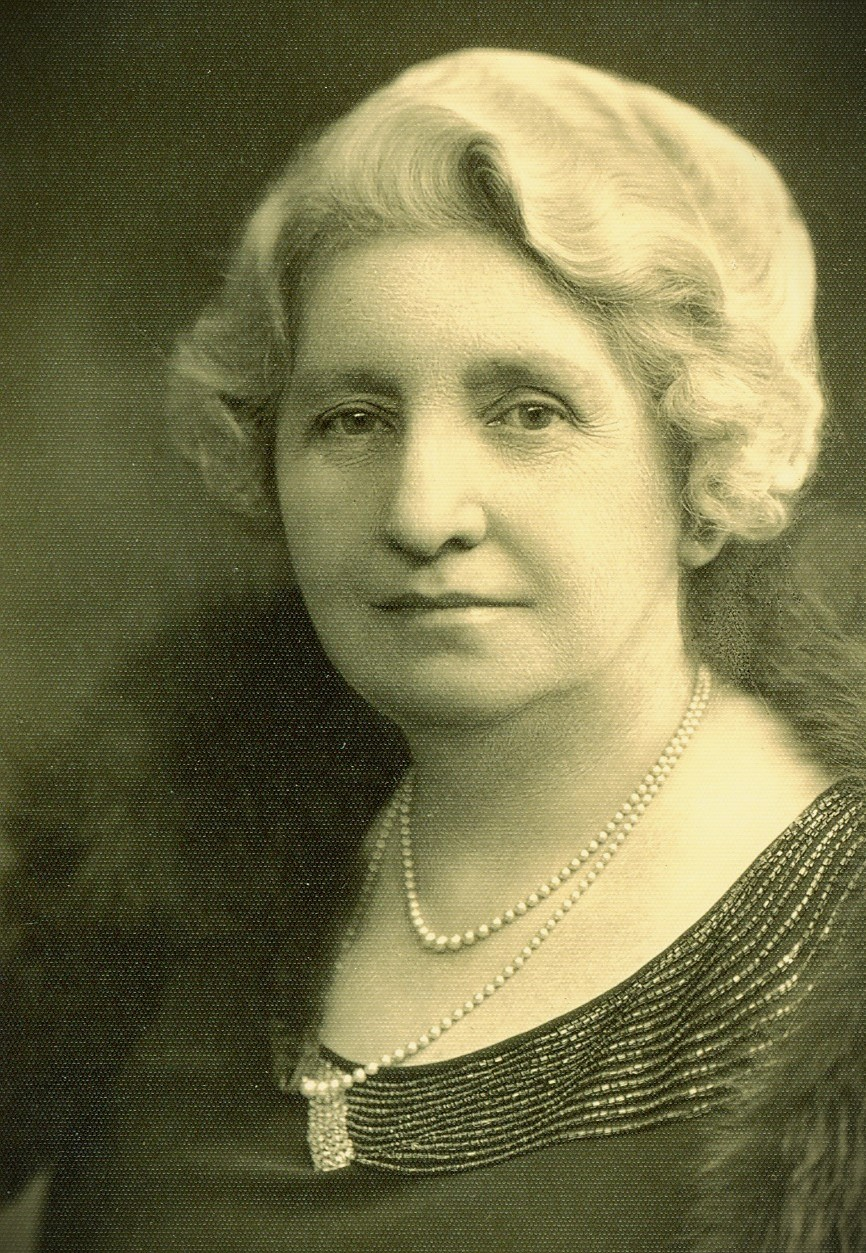
Khalifa Nargis.

Miss Jessie Eliza Dowland (Nargis), qui était à la tête de l'hôtel The Polygon House à Southampton, devint la représentante nationale de l'Ordre Soufi en Angleterre à partir de 1921 et le demeura jusqu’en 1933. Alors que la Sufi Publishing Society était moribonde, elle la remplaça par Sufi Book Dépôt, qui a publié :
- The Bowl of Sâki (La coupe de Saki), recueil de pensées pour chaque jour ;
- The Message - Compte rendu in extenso de conférences ;
- The Path to God de Sophia E M Green (« Le chemin vers Dieu »), compte rendu in extenso de conférences ;
- The Mysticism of Sound (« Le mysticisme du son ») ;
- Notes from the Unstruck Music from the Gayan (« Gayan ou notes de la musique silencieuse »).

Et sous sa plume quatre opuscules de courts textes ciselés destinés, selon ses propres termes, être « des enseignements pratiques pour les aspirants disciples » :
- Between the desert and the sown (« Entre désert et champs verdoyants ») ;
- At the gate of discipleship (« Le seuil de la discipline ») ;
- The lifted veil (« Le voile soulevé ») ;
- Wine from the Tavern (« Le vin de la Taverne »).

Sophia Saintsbury-Green qui fut théosophe pendant la plus grande partie de sa vie, élève particulière de Mme Besant, préféra suivre Inayat Khan et en donne une explication dans son livre anonyme Memories of Hazrat inayat Kahn by a disciple.
Elle a édité le magazine Sufism, qui a pris le relais du magazine The Sufi, et publié :
- Memories of Hazrat Inayat Khan by a disciple ;
- Human personality - Three Lectures by Sophia E. M. Green ;
- The Wings of the World or the Sufi Message as I see it.

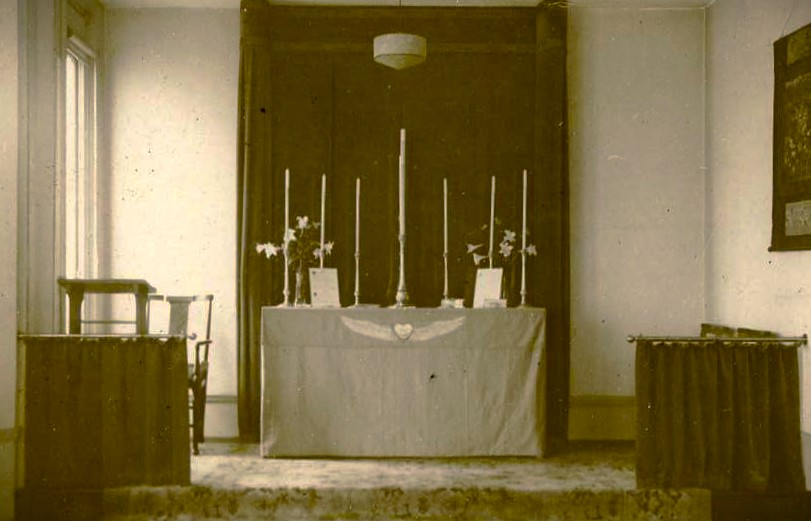
Adoration Universelle

#### Le service de l'«Adoration Universelle»
En 1921, Sophia Saintsbury-Green participa à la fondation de l’« Adoration Universelle », culte religieux universel qui rend hommage à toutes les grandes religions en rassemblant leurs écritures sacrées sur un autel.
Ce service comprend l'allumage de bougies symbolisant la revitalisation de la lumière de chaque religion, la lecture d’extraits des écritures chacune d'entre elles, la récitation de prières, un sermon et une bénédiction finale.
Fort de cette organisation anglaise, Inayat Khan quitta l'Angleterre en 1920 avec toute sa famille pour le continent.

#### Genève - Siège du Quartier Général

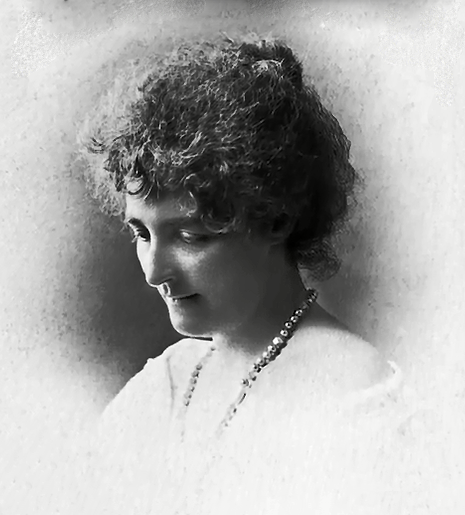
Lady Blomfield.

Le périple européen commença par Genève, où il fit la connaissance de Lady Bloomfield, une représentante du bahaïsme très favorable à ses idées, l’écrivain Robert de Traz également intéressé à sa philosophie, ainsi que des membres de la Société des Nations. Il visita ensuite Lausanne puis Vevey, où des conférences ont été organisées et de petits groupes se sont constitués. Sharifa Goodenough a rejoint Inayat Khan à Genève pour prendre en charge le siège nouvellement constitué du quartier général, en tant que secrétaire générale, et a ainsi allégé la charge de travail.

#### Le périple européen
Un petit passage par la France pour s’installer à Wissous et donner une série de conférences traduites notamment le marquis de Breteuil au musée Guimet. Puis il partit pour une tournée de conférences en Hollande, qui permit la rencontre de personnes essentielles pour la diffusion de son message, comme le baron van Tuyll van Serooskerken (Sirdar) et son épouse (Saida), ainsi que Nekhbakt Furnée (Sakina). Finalement, quatre branches se développeront, à La Haye, à Arnhem, à Amsterdam et à Haarlem. Un des membres partit même en Chine pour transmettre l’enseignement.
La même année, un voyage en Belgique pour des conférences Anvers et plusieurs fois au Palais Mondial à Bruxelles a vu l’éclosion d’un groupe soufi belge. Puis un voyage en Allemagne durant lequel Inayat Khan a fait la connaissance d’Ernest-Louis de Hesse à Darmstadt, qui avait fondé l'École de la sagesse avec Hermann von Keyserling, et montrait un grand intérêt pour la pensée et la musique de l'Inde. Accompagné du baron Van Tuyll, il visita bien sûr Berlin, Francfort et Munich et fut chaleureusement accueilli à Weimar par Elisabeth Förster-Nietzsche, avec laquelle il ressentit une grande affinité d'esprit. Enfin à Iéna, il rencontrèrent le grand philosophe Rudolf Christoph Eucken.

#### Suresnes - La demeure bénie - Fazal Manzil

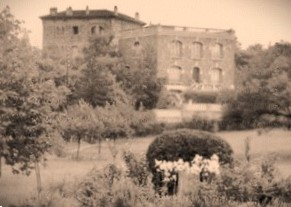
Fazal Manzil.

En 1922, après douze ans d'errance et de vie sans abri en Occident, avec une famille nombreuse à charge, Hazrat Inayat Khan pu enfin s’installer entre quatre murs à Suresnes, grâce à la générosité d’une de ses disciples, Mlle Egeling (Fazal Mai). Ainsi, lorsqu’il allait prêcher dans le monde, il savait que sa famille était à l'abri.
En octobre, Sharifa Goodenough, appelée à Suresnes en tant que secrétaire de l’école ésotérique du Mouvement Soufi, quitta Genève. C'est à parti de ce moment-là que Monsieur Dussaq la remplaça et devint secrétaire général du Mouvement Soufi. À cette période-là, Inayat Khan confia à Monsieur de Cruzat Zanetti la charge de définir le fonctionnement constitutionnel de l’Ordre Soufi, selon un modèle très précis et démocratique tout à fait inédit.

#### Suresnes - Cœur spirituel
Dorénavant, le mode opératoire d’Inayat Khan va évoluer en donnant des conférences publiques à travers les États-Unis et l’Europe et des enseignements, lors de réunions plus confidentielles, à de petits groupes d’initiés (mourîds). De 1922 à 1926, comme point d’orgue de chaque année, de juin à septembre, étaient organisée une université d’été qui regroupait tous les mourîds européens et américains qui pouvaient se déplacer dans la région parisienne à Suresnes. À cette occasion, le rythme des conférences était soutenu, avec parfois trois conférences par jour.
En 1922, juste avant de s’installer à Suresnes, Inayat Khan voyagea en Belgique, puis en Suisse. Après un court passage chez lui, il repartit aux Pays-Bas, puis en Angleterre et est rentré par Bruxelles sur Paris, pour démarrer l’université d'été de Suresnes, qui dura jusqu’en septembre. De nouveau, il repartit aux Pays-Bas (Katwijk), puis en Angleterre (Londres, Brighton et Southampton) et en Suisse (Bâle, Zürich, Lausanne, Montreux, Clarens, Vevey et Morges).

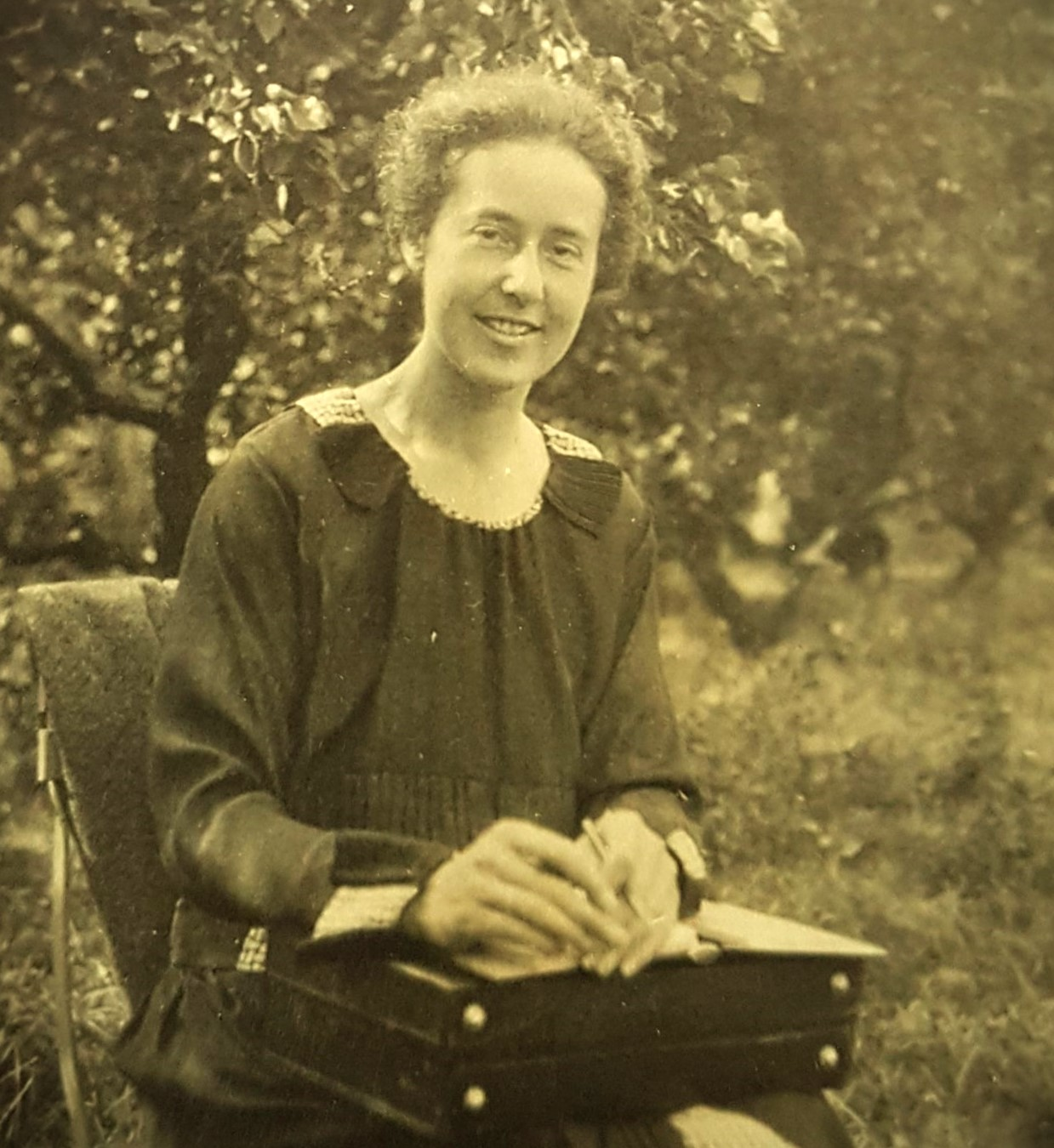
Sakina Furnée - Nekbakht.

Dans les villes où avaient lieu les conférences s’organisaient des groupes d’études qui se développaient à chaque nouvelle visite. Cette année-là, son séjour hollandais chez le baron et la baronne van Tuyll van Serooskerken (Sirdar et Saida) fut l’occasion de la prise en sténographie d’un cycle de conférences qui fut publié très rapidement à la fin de cette année-là sous le nom de The Inner Life (« La Vie Intérieure »).
Depuis la période londonienne, environ 1916, l’organisation éditoriale était assurée par Sharifa Goodenough, qui écrivait sous la dictée d’Inayat Khan. Vers 1921, celui-ci demanda à Sakina Furnée (NekBakht) de devenir deuxième secrétaire et d’apprendre la sténographie pour pouvoir transcrire le plus fidèlement les conférences, ce qu’elle fit régulièrement à partir de 1922. Et à partir de l'école d'été de 1923, Kismet Dorothea Stam, qui en particulier accompagna Inayat Khan dans sa tournée aux États-Unis en 1926, vint prêter main-forte à sa cousine Nekbakht en utilisant encore un autre type de sténographie. C'est ainsi que le rapport d’un très grand nombre de conférences a pu être préservé et publié de manière posthume.

#### Noms et dénominations
Des groupes de personnes intéressées par le soufisme qu'enseignait Inayat Khan se constituèrent dans divers pays d’Europe et aux États-Unis. S’y côtoyaient des personnes tout simplement curieuses et d’autres intéressées par le chemin intérieur que proposait cet enseignement. Comme dans beaucoup d’autres écoles, ces derniers prenaient l’engagement de l’initiation et ils étaient dénommés « mourîds ». À l’origine, cette initiation était confirmée par Inayat Khan, et du fait de sa qualité de musicien très sensible au mysticisme du son, il leur donnait parfois un nom soufi, dont la vibration était porteuse des qualités qu’il trouvait en eux, ou qu’il pensait utile de développer. Par exemple : Sharifa – vertueuse, Rabia du nom de la sainte Rabia Basri, poétesse soufie qui vécut à Bassorah.
Comme dans tout groupement d’individus, parmi les mourîds, certains étaient plus expérimentés que d’autres, ou avaient des qualités particulières d’organisation, d’éloquence, de convivialité… S’ils étaient d’accord, une tâche leur était confiée et ils étaient nommés en fonction de la responsabilité qu’ils avaient accepter de prendre. Pour prendre l’exemple de l’école intérieure, Inayat Khan avait conservé la terminologie du monde musulman et il y avait des sheikhs, responsable d’un groupe déterminé, des khalifes représentant d’une région ou d’un pays et des murshids, guides et conseillers spirituels sous l’autorité directe du Pir-o-Murshid qu’était Hazrat Inayat Khan.

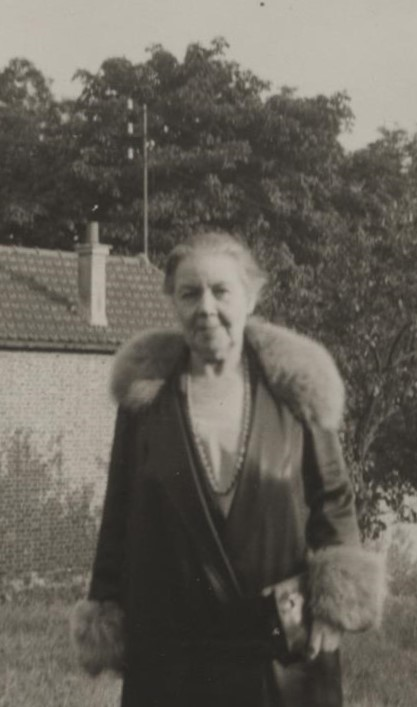
Murshida Sophia.

En pratique, de son vivant, Hazrat Inayat Khan n’a nommé que quatre Murshidas :
- Murshida Rabi’a Martin, qu’il avait nommée à la tête de sa mission aux États-Unis ;
- Murshida Fazal Mai Egeling, qui avait particulièrement en charge sa « Maison » ;
- Murshida Sharifa Goodenough, spécialement chargée de recueillir et de préserver son enseignement ;
- Murshida Sophia Saintsbury-Green, qui se consacra surtout à l’enseignement et à l’aspect religieux.

Loin d’être une distinction honorifique, ces dénominations étaient une façon de connaitre le service que la personne avait accepté de remplir.
Dans une conférence durant l’université d’été le 23 aout 1923, il l’explique en déclarant :

« Notre mission est de travailler pour l’unité. Quel est le résultat de l’unité ? Le résultat de l’unité est l’égalité. […] Tandis que des gens souhaitent amener cette égalité avec une idée d'individualité (le plus souvent avec violence), nous voulons amener cette égalité avec une idée d'unité. Par conséquent, l'idéal est le même, la méthode est différente. La manière que nous avons adoptée est la manière de l'art, de la beauté, de l'amour, de l'harmonie et de l'unité de Dieu. […] Aux yeux de Dieu il n'y a personne de supérieur, personne d'inférieur. »

#### Une certaine idée de la démocratie
Lors d'une conférence à Suresnes, le dimanche 24 novembre 1935, Murshida Sharifa explique que pour Inayat Khan, fervent défenseur de la démocratie, celle-ci est l’aboutissement de l'aristocratie, résidant dans le fait de reconnaitre l’excellence chez l’autre et de s’assurer que tout le monde peut développer en soi et atteindre cette excellence (ce qui est la véritable démocratie). Il en a d'ailleurs parlé à maintes reprises et y a consacré un chapitre entier de « La Roseraie d’Orient ».

#### Retrouvailles avec les États-Unis
En 1923, après son tour nord-européen habituel, Inayat Khan se rendit aux États-Unis à la demande pressante de Murshida Rabia Martin. Celle-ci avait été la première mourîde (initiée) en 1911, et elle avait poursuivi le travail soufi à San Francisco depuis 1912. Inayat Khan monta à bord du Pittsburgh, affrété par la White Star Line, et partit de Brême (Allemagne) via l'Angleterre pour New-York.
De février à juin, Inayat Khan va parcourir les États-Unis d’Est en Ouest. Après un séjour de quelques jours à New York, où il donna plusieurs conférences, il se rendit à Boston, où il rencontra le métaphysicien et historien de l'art srilankais Ananda Coomaraswami conservateur au musée des Beaux-Arts de cette ville. Ensuite, il donna des conférences à Detroit, puis à Chicago. Il prit le train pour se rendre à Los Angeles et après une courte escale, il se rendit à San Francisco en automobile le long de la côte Pacifique.
Murshida Rabia Martin l’accueillit avec joie et lui présenta les mourîds qu'elle avait initiés pendant les années d'absence de son murshid. Parmi ceux qui le rencontrèrent pour la première fois ce jour-là, on peut citer :
- Mme Rebecca Hepburn-Miller, qui devint KhaIifa et Cheraga (représentante du culte de l’Adoration universelle) ;
- M. Earl Engle, qui fut initié ce jour-là et reçut le nom de Fatha ;
- M. Samuel L Lewis.

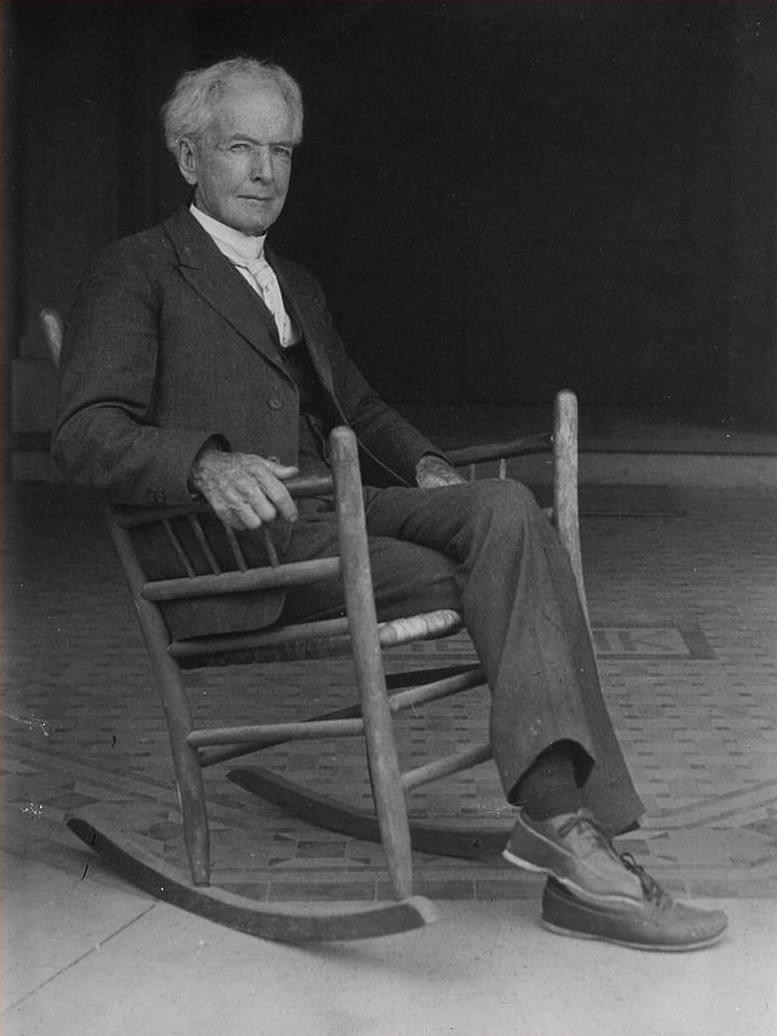
Luther Burbank.

Ce fut aussi l’occasion de deux conférences à la radio et d’un déplacement à Santa Rosa, où il rencontra le célèbre horticulteur Luther Burbank. Inayat Khan rapporta dans sa biographie que cet homme qui avait atteint la perfection dans la « vocation » de son existence, rayonnait la sérénité, la simplicité et l'amour. Celui-ci lui partagea : « Je traite les plantes comme des êtres humains, je me sens parmi elles comme parmi des amis. » Alors qu’il lui expliquait qu’il était alors occupé à enlever les épines du cactus Inayat Khan lui répondit : « Mon travail n'est pas très différent du vôtre, Monsieur, car je suis occupé à enlever les épines du cœur des hommes. »
Le mois de mai déterminait le début du voyage de retour qui commença par des conférences à Santa Barbara, puis à l'Ambassador Hotel de Los Angeles, et le train pour Chicago et Detroit, pour arriver à New-York, tout en donnant des conférences à chaque étape. Il fit un court séjour à Philadelphie, où il donna quatre conférences et fut interviewé par les journaux locaux.
Le 9 juin a lieu l'embarquement pour l'Europe à bord du paquebot RMS Olympic, Hazrat Inayat Khan étant accompagné d'un jeune initié de San Francisco, M. Fatha Engle. Celui-ci travaillera dix-huit mois à Suresnes, chargé d'organiser l'université d'été, de programmer tous les entretiens personnels avec Inayat Khan, et de diverses taches d’entretien. Après son retour à New York, il dirigera le centre soufi et assurera le lien entre l'Europe et l'Amérique, ayant rencontré la plupart des mourîds européens à Suresnes.

#### Les universités d’été
Elles sont au nombre de six. La première a eu lieu à Wissous en 1921 et les suivantes se sont déroulées à Suresnes. Leur durée (trois mois) permettaient le développement de thèmes variés, qui donnèrent lieu à une publication, soit rapidement en série dans la revue The Sufi Quarterly ou sous forme de livre, soit de manière posthume.

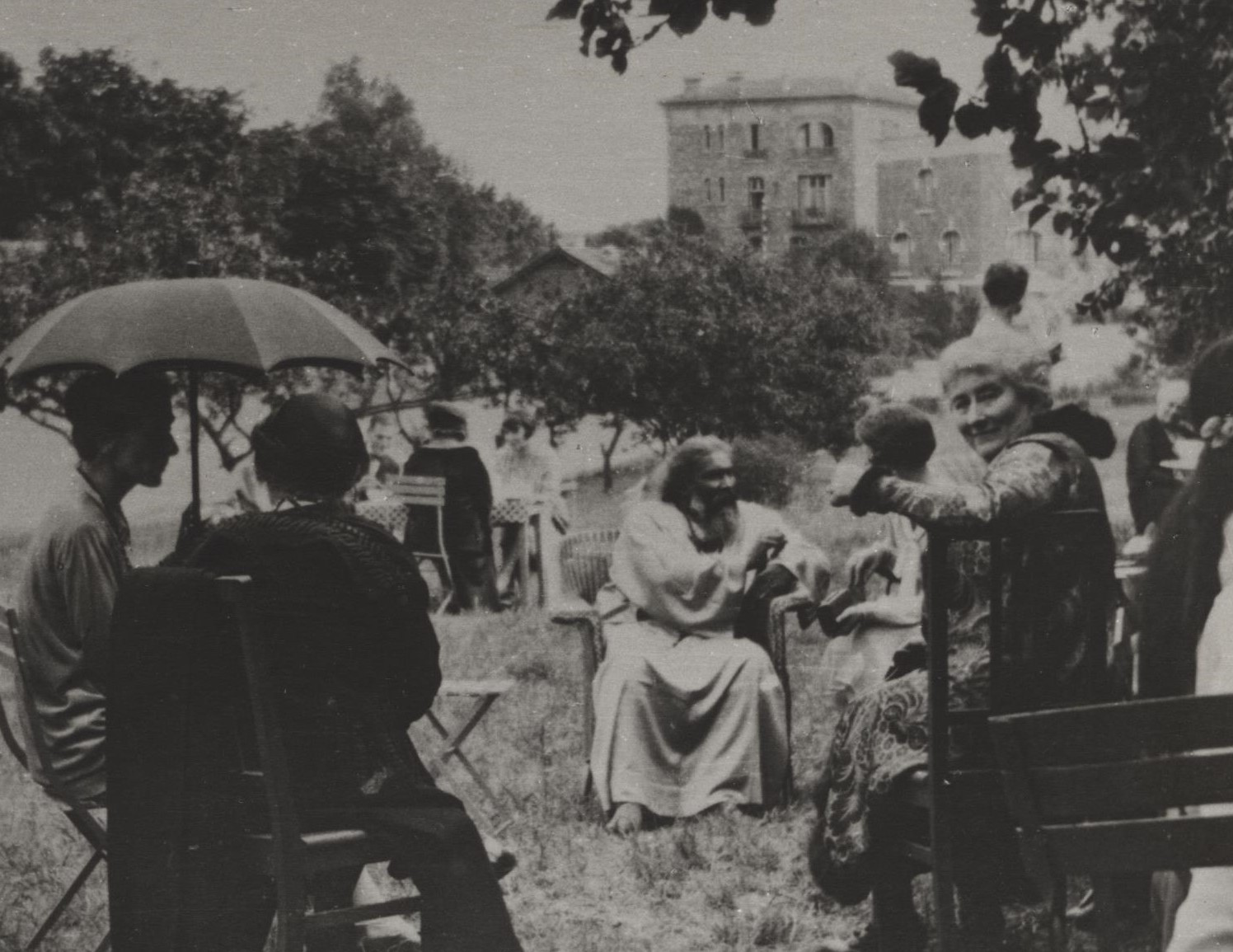
Université d'été de 1926.

Chaque cycle de conférence avait son jour de la semaine déterminé. Cependant, il arrivait que deux cycles se déroulaient le même jour (un le matin, l’autre l’après-midi), ce qui a ultérieurement compliqué la tâche des compilateurs, car les questions réponses pouvaient se rapporter à la conférence précédente qui n’appartenait pas au même sujet.
Une journée était réservée aux allocutions se rapportant aux activités du mouvement soufi, les Gathekas sociales pour l’activité de fraternité, les adresses aux cherags pour l’Adoration universelle et les Gathas, Githas et entretiens collectifs, réservés à certains, pour l’école intérieure.
Enfin, des moments étaient réservés pour qu’Inayat Khan tienne de brefs entretiens personnels (généralement de cinq minutes seulement) avec les participants. C’était souvent le seul contact individuel possible au cours de l'année.

#### Tournées européennes en 1924 et 1925

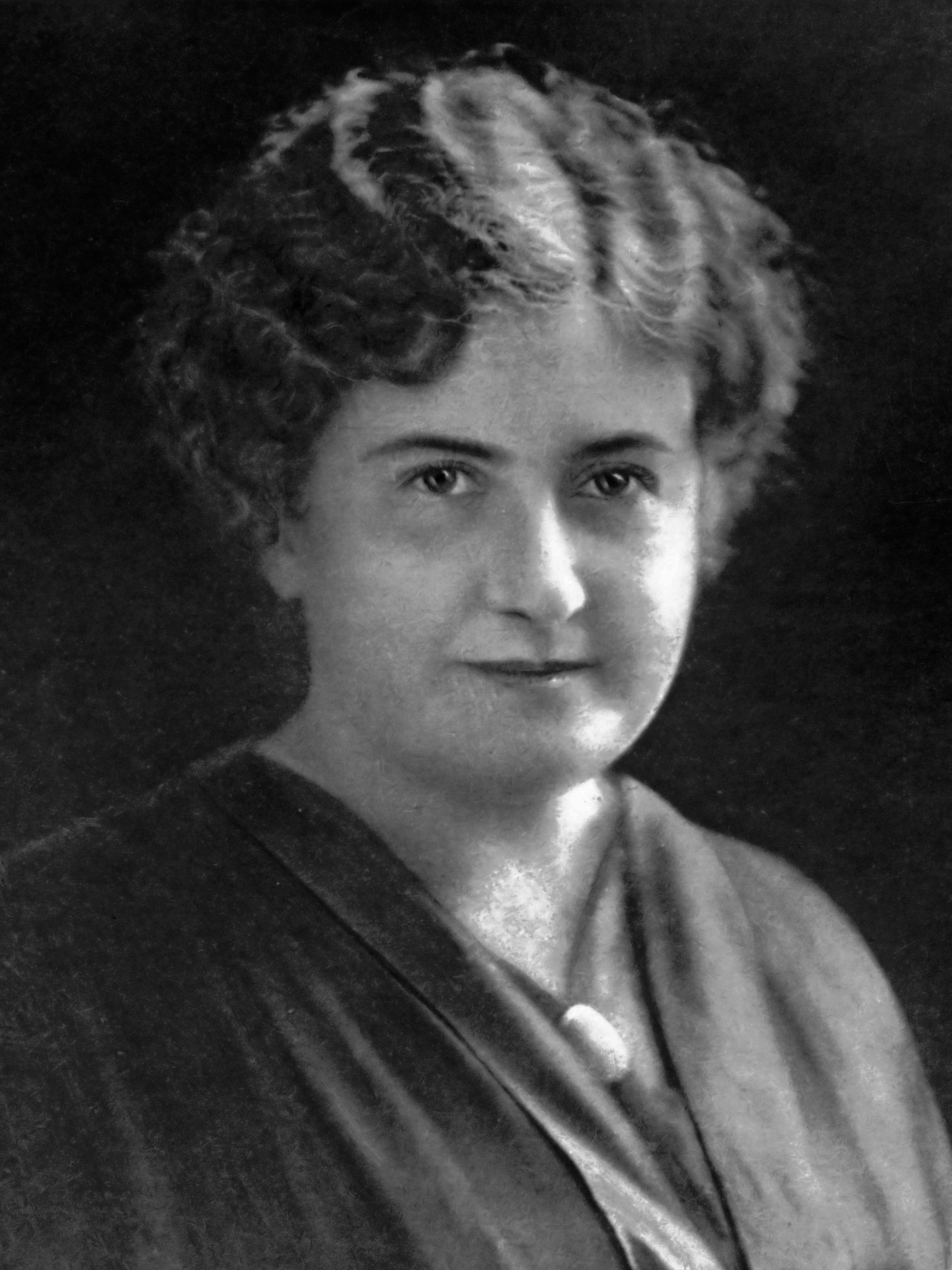
Maria Montessori.

Les voyages début 1924 se limitèrent au circuit européen habituel, Bruxelles, Pays-Bas, Angleterre. Retour sur Suresnes pour donner quelques conférences publiques à la Sorbonne, ainsi qu'une série de conférences privées pour les initiés à Paris et à Suresnes.
Ensuite le circuit plus au sud avec Genève, Florence, et enfin Rome. C'est à cette occasion qu'il rencontra Maria Montessori. Il remarqua qu'elle employait pour ses enfants la méthode qu'il appliquait pour les âmes de ses disciples et lui dit qu'il admirait sa réforme qui visait à la paix à une époque où le mot « réforme » suggérait l'agitation.
Au printemps, après un passage à Suresnes, il fit de nouveau un tour belge et hollandais, avant de se stabiliser à Fazal Manzil pour l'université d'été annuelle, qui débute le 12 juin pour trois mois. Dès la fin, il se rendit à Genève pour participer aux réunions administratives annuelles du siège international et entreprit une longue tournée de conférences en Allemagne, en Suède, en Norvège, au Danemark et aux Pays-Bas.
Les tournées de 1925 commencent par le périple suisse puis italien. Kismet Stam, cousine de Nekbakht, devenue l'une des trois secrétaires d'Inayat Khan, organisa une visite à Nice afin de répondre à l’invitation de Maurice Prozor. Elle organisa ensuite le voyage à Munich avant le retour sur Paris.
Inayat Khan avait prévu une tournée de conférences en Angleterre, mais arrivé sur place, il tomba malade. Il dut l'annuler et rentrer en France. Malgré tout, il retourna en Angleterre fin avril et donna une série de trois conférences à Londres, avant de se rendre fin mai en Hollande ; l'École d'été commençant mi-juin fut organisée par Sirkar van Stolk, qui avait accompagné Inayat Khan lors de son voyage en Italie et développera ultérieurement les activités du Mouvement Soufi en Afrique du Sud.
Après avoir donné ses habituelles conférences à Paris, il quitte Suresnes fin novembre et se rend à Boulogne-sur-Mer pour embarquer le 25 novembre à bord du SS Volendam, un navire relativement récent mis en service en 1922 par la Holland-America Line à destination de New York.

#### Dernier voyage aux États-Unis
De novembre 1925 à mai 1926, c’est accompagné de Kismet Stam que Pir-o-Mushid Inayat Khan effectua une tournée de conférences à travers les États-Unis, de New York à la Californie aller-retour, abordant le soufisme comme la religion du cœur.
Arrivé à New York le 6 décembre, il fera des conférences le dimanche à l'hôtel Waldorf-Astoria. Le jour de Noël, Inayat Khan prononça un discours à la radio, ce qu’il affectionnait car il pouvait ainsi atteindre un très large public.
Il demeura à New York tout le mois de janvier, donnant des conférences et enseignements, soit au Centre soufi, situé dans le Steinway Hall (appartenant au célèbre fabricant de pianos), soit à la salle de cinéma Lenox Theatre. Chaque dimanche, il célébrait l’Adoration Universelle. Un dimanche, il y eut plus de cinq cents personnes, et il fallut trouver une salle plus grande.
Début février, Inayat Khan arriva à Détroit et donna des conférences au Century Theatre du Twentieth Century Club, club féminin prestigieux et progressiste qui avait ouvert ses portes en 1902.

Ce sera aussi l’occasion d’une rencontre avec Henry Ford, le grand entrepreneur américain, qui avait employé un sténographe pour lui rapporter les conférences. Voici un extrait de l’article paru dans The Detroit News, le dimanche 7 février 1926

« Votre moyen d'approcher la réalité spirituelle et de vous y relier est la voie de la méditation, n'est-ce pas ? demanda M. Ford.
La méditation, oui. Des périodes de fermeture à toute l'objectivité matérielle du monde, en mettant l'accent, encore et encore, sur l'unité de l'âme avec l'âme de l'univers, répondit Inayat Khan.
À mon avis, a déclaré M. Ford, c'est là le cœur de la religion personnelle. J'ai découvert, comme vous l'avez dit, que si je me retirais tranquillement de l'anxiété nerveuse liée aux choses, aux inventions et aux affaires qui nous assaillent de toutes parts, la pensée d'être une partie de la grande puissance invisible, appelez-la Dieu, l'Intelligence, ce que vous voudrez, me redonnait de la force.
Pourtant, même si je pense que si tout le monde croit en l'activité sans fin de l'âme ici, ailleurs ou encore ici, je pense que si l'on médite trop, il est peu probable que l'on fasse beaucoup de travail !
Mais si l'on médite un peu, répondit Inayat Khan, on travaillera beaucoup plus, et mieux, et l'on connaîtra le bonheur et la paix…
C'est vrai, a répondu M. Ford. C'est la vraie religion de la vie, et nous en avons tous besoin. »

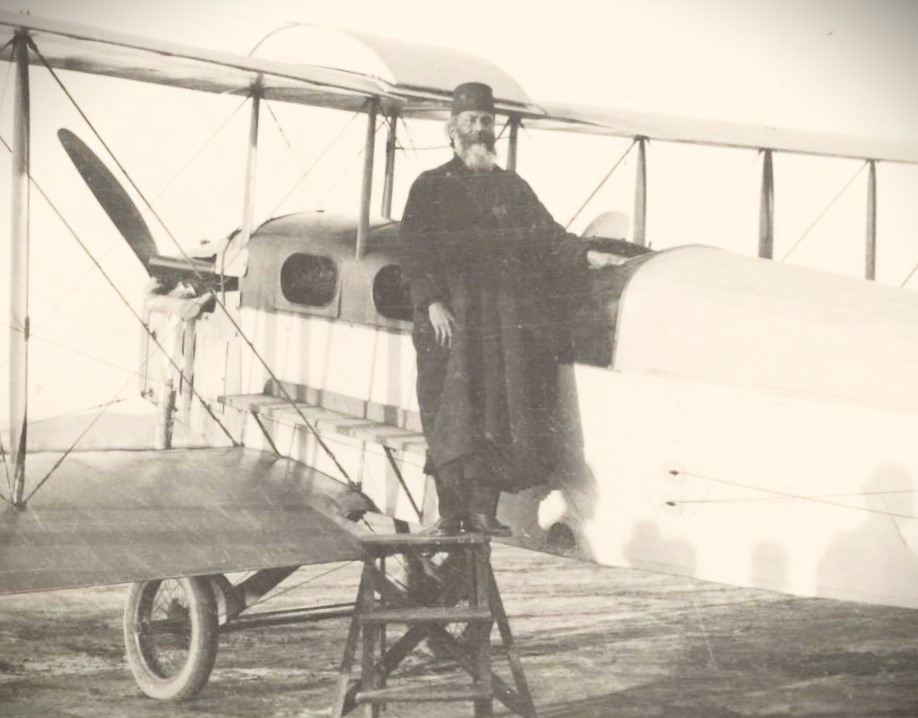
San Diego.

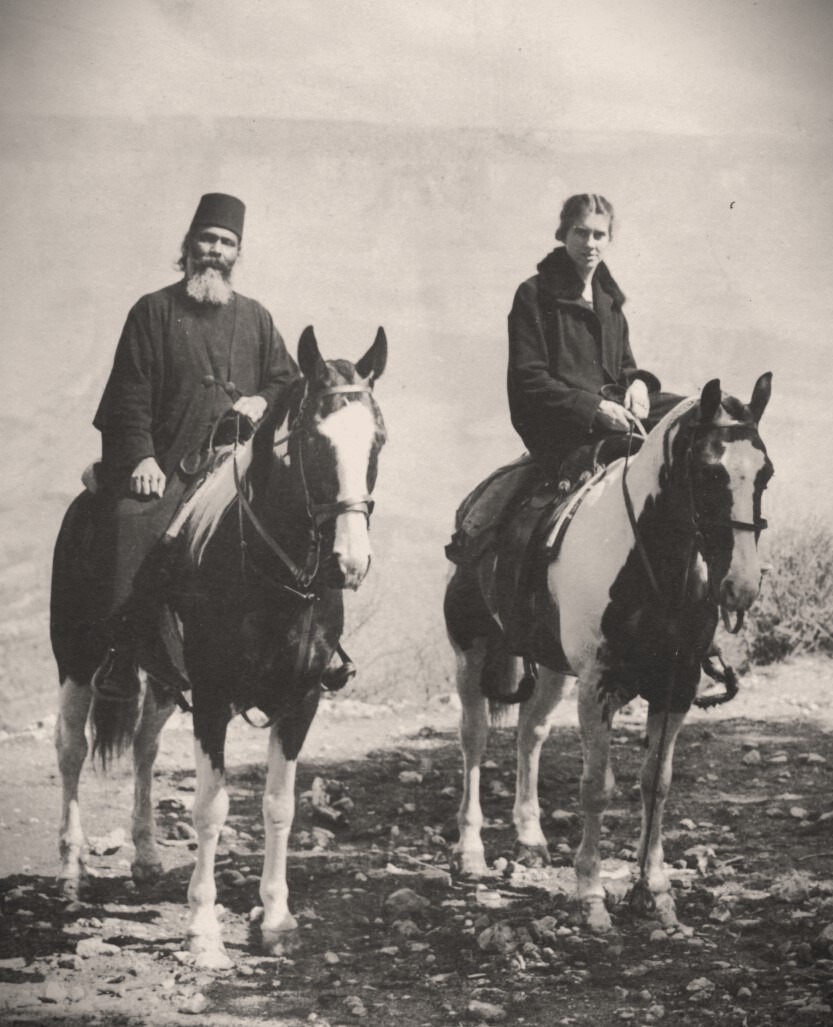
Grand Canyon avec Kismet.

Ensuite Inayat Khan se rendit à San Francisco via Chicago et retrouva le groupe réuni autour de Murshida Rabia Martin, avec qui il restera trois semaines. Ensuite accompagné de Murshida Rabia et de Kismet, il fit sa tournée au sud vers Santa Barbara, puis Los Angeles et San Diego. Il gardera de son baptême de l’air dans un petit avion au-dessus de la baie du Mexique le souvenir du parfum des fleurs qui émanait de la terre.
Puis ils ont visité le Grand Canyon en Arizona sur le chemin du retour vers New York, via Denver dans le Colorado, Wichita dans le Kansas, Chicago dans l’Illinois, Detroit dans le Michigan, où bien sûr eurent lieu des conférences.
Le samedi 5 juin, il quitte New York avec Kismet sur le S.S. Majestic de la White Star Line. À bord, il travaille sur sa quatrième pièce de théâtre, The Living Dead, qui sera jouée pendant l'université d'été.

#### Dernière université d'été
Une fois en Europe, il commence son habituelle école d'été à Suresnes le 15 juin par un compte rendu de sa tournée en Amérique. Il y trouve une grande ouverture à la spiritualité, mais aussi une tendance à passer d'une chose à l'autre, ce qu'il ne trouve pas prometteur.

« On a l'impression que tout est en mouvement, l'ascenseur et le métro, les voitures, les machines. Cela met le système nerveux de chacun dans un tel état que tout doit être fait immédiatement, il ne faut pas attendre.
Quelque chose qui exige de la patience et qui met la patience de l'homme à l'épreuve toute sa vie, c'est bien le concept spirituel. […] Croiriez-vous qu'après ma première conférence, mes propres amis m'ont dit, pour mon bien et le bien-être du message, « la dernière chose que vous avez à dire, vous devez la dire en premier » ! »

Ce sera sa dernière université d’été, durant laquelle il y aura la visite impromptue d’un cheikh algérien. Avec aisance, Inayat Khan changera le contexte de la conférence pour donner une vue d'ensemble du mouvement soufi et des trois activités que sont le culte universel, la fraternité et les enseignements ésotériques.

#### Retour en Inde
Comme tous les ans, il s’est rendu à Genève pour assister aux réunions du Mouvement soufi international, qui se sont déroulées plus sereinement que l’année précédente.
Le 28 septembre, il embarque à Venise avec Kismet Stam sur un bateau affrété par la Lloyd Triestino, pour arriver à Karachi le 15 octobre, d'où il a pris le train pour arriver à Delhi le 19 octobre. Sa santé était précaire, ce qui ne l’a pas empêché de donner des conférences à l'université de Delhi et à Lucknow.

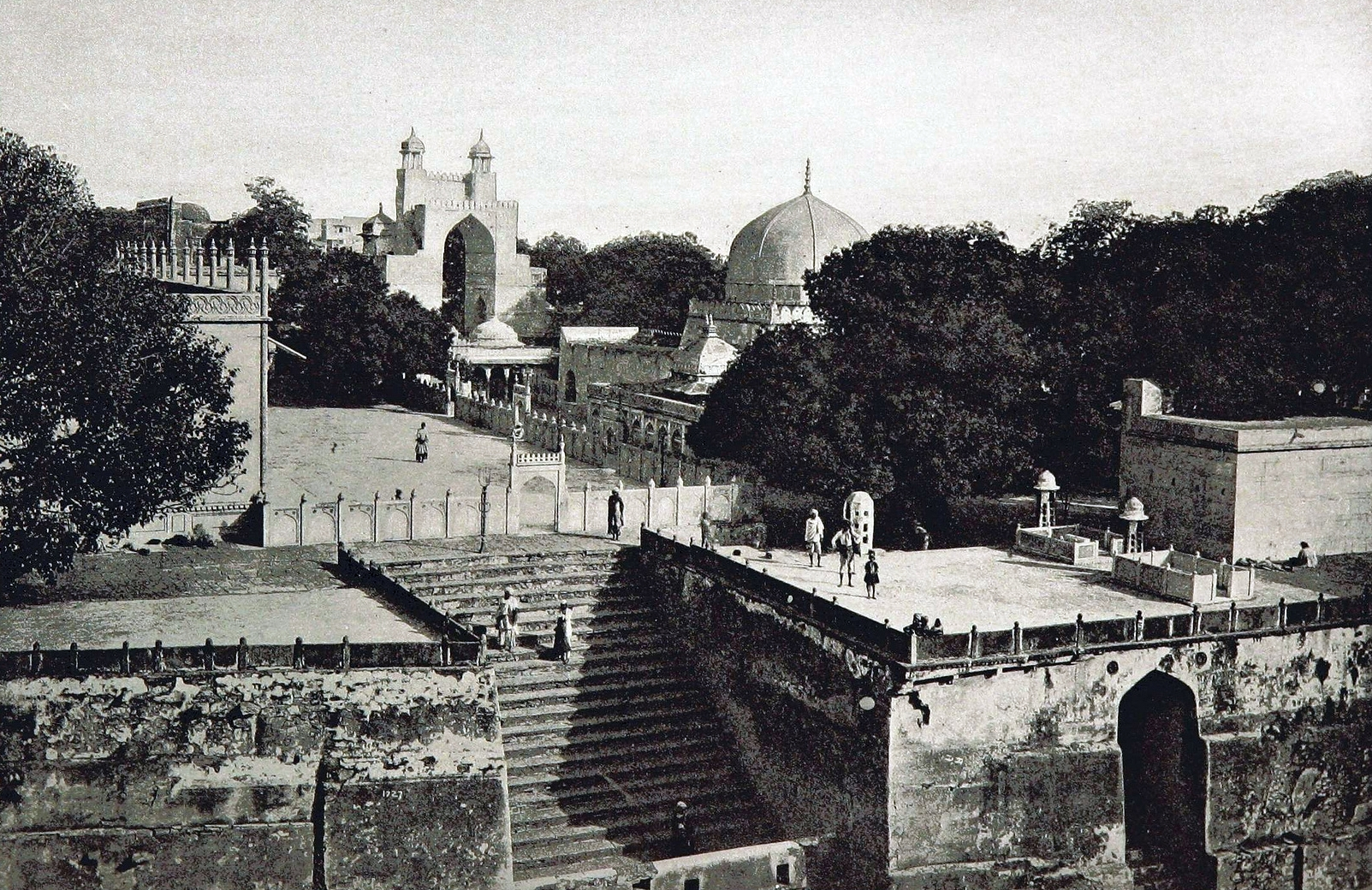
Ajmer, tombe de Mu'in-ud-Dîn Chishti, 1893.

Au début de l'année 1927, il passa du temps à Ajmer sur la tombe de Mu'in-ud-Dîn Chishti et retourna brièvement dans la maison familiale à Baroda. Kismet Stam relate qu'à partir du 15 janvier, il ne se sentait pas bien et est donc rentré à Delhi. Il y est mort le 5 février 1927.
Une notice nécrologique est parue dans le Bombay Chronicle du 14 février 1927. Kismet Stam note que le texte principal lui a été dicté par Inayat Khan comme un communiqué de presse à utiliser lors de sa visite et pour faire connaître ses conférences. Avec l'ajout des paragraphes d'ouverture et de clôture, il a été utilisé après sa mort pour informer les journaux.

## Originalité de son enseignement soufi
« La grâce est pour toute âme, car toute âme quelle que soit sa religion ou sa croyance, appartient à Dieu », disait Pir-o-Murshid Hazrat Inayat Khan. Son enseignement est donc non confessionnel, ne privilégie aucune religion, et ne considère pas comme nécessaire une conversion à une autre religion ou croyance particulière que celle que l'on a déjà.
Hazrat Inayat Khan disait « la vraie religion pour le Soufi est l’océan de vérité et toutes les différentes croyances en sont les vagues ».
Il met l'accent sur le développement harmonieux de toutes ses possibilités et de tous les aspects de sa vie personnelle et sociale, ce développement est cependant centré sur sa vie spirituelle.

### La religion du cœur
Le 18 juin 1922 à Suresnes, Hazrat Inayat Khan prononça une conférence expliquant ce principe soufi, :
« Le Soufisme est la religion du cœur, la religion dans laquelle la chose la plus importante est de chercher Dieu dans le cœur de l'homme. »
Il y a trois manières de chercher Dieu dans le cœur de l'homme. La première manière est de reconnaître le divin en toute personne, et de faire attention à chaque personne que nous rencontrons, dans notre pensée, parole et action. La seconde manière est de penser au sentiment de la personne même en son absence et la troisième est de reconnaître dans son propre sentiment le sentiment de Dieu.
Le message Soufi n'apporte pas de théories ou de doctrines à ajouter à celles qui existent déjà, qui rendent perplexe le mental humain. Ce dont le monde a besoin aujourd'hui est le message de l'amour, de l'harmonie et de la beauté, dont l'absence est l'unique tragédie de la vie.

## Le message
« Le Message Soufi n'est pas pour une seule nation, race ou communauté : il est pour l'humanité tout entière. Son seul et unique objectif est d'amener une meilleure compréhension entre les parties divisées de l'humanité en éveillant leur conscience au fait que l'humanité est une seule famille. Si une seule personne de la famille est malade ou malheureuse, cela causera certainement une souffrance pour toute la famille. Cependant, même cette image n’est pas la plus appropriée. L'humanité est un seul corps, la totalité de la vie étant une dans sa source et dans son but, à son commencement et à sa fin. Aucun scientifique ne peut le nier. Si une partie du corps souffre, tôt ou tard le corps tout entier sera affecté. Tant qu’un de nos doigts ressent une douleur, notre corps n'est pas libéré de la souffrance. Ainsi, aucune nation, race ou communauté ne peut être considérée comme une partie séparée de l'humanité. »
Au fil du temps, Hazrat Inayat Khan s’est de plus en plus centré sur ce message d’unité.
Par conséquent, le Message Soufi n'est pas réservé à une race particulière, une nation ou une Église. C'est un appel à s'unir dans la sagesse. Le Mouvement Soufi est un groupe de personnes appartenant à des religions différentes, qui n'ont pas abandonné leurs religions mais appris à mieux les comprendre, et leur amour est l'amour pour Dieu et l'humanité plutôt que pour une de ses parties. Le Mouvement Soufi n'incite pas l'homme à quitter sa croyance ou son Église : il l'invite à la vivre.
La tragédie de la vie vient de l'absence de pureté. Et parce que pur signifie réellement être naturel, l'absence de pureté signifie être très loin du naturel. L'eau pure veut dire qu'aucune autre substance ne s'y trouve mélangée, en d'autres mots, c'est sa condition naturelle. C'est pourquoi le soufisme est le processus pour rendre la vie naturelle. Ce processus peut être appelé une religion, une philosophie, une science ou une mystique, comme on le souhaite. Tous les enseignants religieux venus dans ce monde à des périodes différentes, ont apporté ce processus de purification sous la forme de la religion. Ce n'est pas un processus nouveau, c'est ce même ancien processus que les sages de tous les temps ont conféré. Si quelque chose de nouveau y est trouvé c'est par la forme dans laquelle il est présenté pour s'adapter à une certaine époque du monde.
Il serait naturel de penser que spiritualité c'est apprendre ce que l'on ne sait pas encore, devenir extraordinairement bon, acquérir quelques pouvoirs inhabituels ou avoir des expériences surnaturelles. Le soufisme ne promet aucune de ces choses, bien que sur le chemin du Soufi rien ne soit trop merveilleux pour lui. Le Soufi peut atteindre toutes ces choses et même davantage, mais ce n'est pas son objectif. Au moyen du soufisme l'être réalise sa propre nature, sa vraie nature, et ainsi l'être réalise la nature humaine. Et par l'étude de la nature humaine on réalise la nature de la vie en général.
C'est dans la réalisation de soi que se trouve le centre du mystère de toute la vie. C'est le remède de toutes maladies ; c'est le secret du succès dans tous les chemins de la vie ; c'est une religion et plus qu'une religion. Et actuellement, quand le monde entier est bouleversé, le Message Soufi transmet au monde le Message divin. L'erreur de l'humanité aujourd'hui est qu'elle n'est pas elle-même et ceci est la cause de tous les malheurs du monde. C'est pourquoi seul ce processus amené par les sages et philosophes de tous temps peut répondre au besoin de l’humanité, en conduisant les âmes à la réalisation/l'accomplissement de soi.
La vie, la nature humaine, la nature autour de nous représentent toutes une révélation pour le Soufi. Cela ne veut pas dire qu'un Soufi n'a pas de respect pour les écritures sacrées révérées par l'humanité. Au contraire, il les considère toutes aussi sacrées que le font les adeptes de ces écritures ; Le Soufi dit seulement que toutes les écritures ne sont que les interprétations différentes de cette écriture unique qui est constamment devant nous telle un livre ouvert, si nous pouvions seulement la lire et la comprendre.
L'objet d'adoration du Soufi est la beauté : pas seulement la beauté dans les formes, les lignes et les couleurs, mais la beauté dans tous ses aspects, du plus brut au plus raffiné.
Quelle est la morale du Soufi ? La lumière qui guide le Soufi sur la voie est sa propre conscience, et l'harmonie en est la justification, qui le guide en avant, pas à pas, vers le but de son idéal. S'harmoniser avec soi-même n'est pas suffisant ; on doit aussi s'harmoniser avec les autres en pensée, en parole et en action; c'est cela l'attitude du Soufi.
Le ciel le plus haut pour le Soufi est son propre cœur et ce que l'homme connait généralement comme amour, pour le Soufi est Dieu. Des peuples différents ont pensé la divinité comme étant le Créateur, le Juge, le Roi, l'Être Suprême ; mais les Soufis l'appellent le Bien-aimé.
Ce que le Soufi s'efforce d'obtenir c'est la réalisation de soi, et il parvient à cette réalisation de soi à la faveur de son idéal divin, son Dieu. Il aborde ainsi à cette vérité qui est le but et le désir ardent de chaque âme. Ce n'est pas seulement une réalisation. C'est un bonheur qu'aucun mot ne peut expliquer. C'est cette paix à laquelle chaque âme aspire.
Et comment l'obtient-il ? En pratiquant la présence de Dieu; en réalisant l'unité de l'être dans sa totalité; en maintenant, à chaque moment de la journée, consciemment ou inconsciemment, la vérité devant sa vision, en dépit des vagues de l'illusion, qui s'élèvent sans cesse, détournant le regard de l'homme de la vérité absolue. Il importe peu que cela soit au nom d'un groupe particulier, d'un culte ou d'une croyance, aussi longtemps que les âmes tendent leurs efforts vers cet objet, pour le Soufi elles sont toutes des soufies. L'attitude du Soufi envers toutes les religions différentes est une attitude de respect. Sa religion est le service de l'humanité, et sa seule acquisition est la réalisation de la vérité.

## Travaux

### Œuvres musicales
- Balasan Gitmala
- Sayaji Garbawali
- Inayat Git Ratnawali
- Inayat Harmonium Shikshak
- Inayat Fidal Shikshak
- Mingar-i-Musiqar
- « Hindustani songs by prof. Inayat Khan » 1914. Moscou

### Écrits

#### Publications en langue Hindustani
- Minqar é Musiqar, Allahabad, The Indian Press, 1912

#### Publications en langue anglaise
- A Sufi Message of Spiritual Liberty, Londres : The Theosophical Publishing society, 1914
- Songs of India, co- écrit avec Jessie Ducan Westbrook, Londres : The Sufi Publishing Society, 1915
- The Diwan of Inayat Khan, co- écrit avec Jessie Ducan Westbrook, Londres : The Sufi Publishing Society, 1915
- A Sufi Prayer of Invocation, 1918
- Hindustani Lyrics, co- écrit avec Jessie Ducan Westbrook, Londres : The Sufi Publishing Society, 1919 (lire en ligne)
- In an Eastern Rosegarden, "Voice of Inayat" series, Londres : The Sufi Publishing Society, 1921
- The Bowl of Sâki -Thougts for daily contemplation collected from the sayings and teachings of Pir-o-Murshid Inayat Khan, Londres :  The Sufi Book Depot, 1921
- The Way of Illumination, Londres : The Sufi Society in England, 1922
- The Message - a verbatim report of two lectures given by Inayat Khan Pir-o-Murshid of the sufi order, Londres :  The Sufi Book Depot, 1922
- The Path to God - a verbatim report of lectures given by Inayat Khan Pir-o-Murshid in June, 1921 by Sophia E M Green, Londres : The Sufi Book Depot, 1922
- The Inner Life, Londres :  The Sufi Book Depot, 1922 (lire en ligne)
- The Mysticism of Sound, 1923
- Notes from the Unstruck Music from the Gayan, 1923
- The Alchemy of Happiness, 1923
- The Soul – Whence and Whither, 1924
- The Divine Symphony, or Vadan, 1926

#### Publications en langue française
- Message soufi de la liberté spirituelle, trad. M. -H. Jorys, Paris : Librairie de l'art indépendant, 1913
- La voie de la révélation - Manuel du Mouvement Soufi, Genève, 1921
- Le Message, traduction, Paris 1923 (à vérifier)
- La Vie Intérieure, Paris 1923 (à vérifier)
- Gayan - Notes de la musique silencieuse, Paris : Ed. Mouvement Soufi de France
- Le Mysticisme du Son, Paris, Ed. Mouvement Soufi de France, 1926
- La Roseraie d'Orient, trad dr Gruner, Genève, Ed Sufi international headquarters publishing society, 1962
- Le Grand Cycle de l'âme, trad. Élise Guillaume-Shamhart et Michel Guillaume, Ed. Le Souffle d’or, 1984
- La Coupe de Saki, trad. Michel Guillaume, Suresnes : Autoédition 1993
- Notes de la musique silencieuse du Gayan, trad. Michel Guillaume, Suresnes : Autoédition 1999
- Gayan, Vadan, Nirtan, trad. Michel Guillaume, Suresnes : Autoédition 2002
- Gayan, les notes de la musique silencieuse, Paris, Ed. Koutoubia, 2009
- La Vie intérieure, Paris, Ed. Koutoubia, 2009
- Le Mysticisme du son, Paris, Ed. Encre d’Orient, 2011
- La Danse de l’âme, Gayan, Vadan, Nirtan, trad. Alain Sainte Marie, Ed. Actes Sud, 2016
- Gayan Vadan Nirtan, Notes de la musique silencieuse La divine symphonie La danse de l'âme, Ed. Atramenta 2017
- La Coupe de l’échanson. Éphéméride spirituelle, 366 aphorismes, trad. Alain Sainte Marie, Ed. Actes Sud, 2017

### Œuvres Posthumes

#### Publications en langue anglaise
- The Purpose of Life, Londres : The Sufi Movement, 1927
- Nirtan or the Dance of the Soul, Londres : The Sufi Movement, 1928
- The Unity of Religious Ideals : Londres : The Sufi Movement, 1929
- Aphorism, Genève : The Sufi Publishing Association, 1929
- Health, Londres, Rider & Co, 1931
- Character Building, The Art of Personality, Londres, Rider & Co, 1931
- Education, Londres, Luzac & Co, 1934
- The Mind World, Deventer, Ae. E. Kluwer - The sufi movement, 1935
- Yesterday, Today, and Tomorrow, Deventer, Ae. E. Kluwer - The sufi movement, 1935
- The Solution of the Problem of the Day, Deventer, Ae. E. Kluwer - The sufi movement, 1936
- Cosmic Language, Deventer, Ae. E. Kluwer - The sufi movement, 1937
- Moral Culture, Deventer, Ae. E. Kluwer - The sufi movement, 1937
- Rassa Shastra: The Science of Life's Creative Forces, Deventer, Ae. E. Kluwer - The sufi movement, 1938
- Three Plays, Deventer, Ae. E. Kluwer - The sufi movement, 1939
- Metaphysics : the Experience of the Soul in Different Planes of Existence, Deventer, Ae. E. Kluwer - The sufi movement, 1939
- Philosophy, Psychology, Mysticism, Zaadijk, The Sufi International Headquarters' publishing society, 1956
- The Flower Garden of Inayat Khan, Londres et La Haye : East West Publications, 1978,  (ISBN 0-85692-016-9)
- The Story of My Mystical Life, la Haye : East-West Publications, 1982,  (ISBN 90-70104-50-4)
- The mysticism of sound and music, Boston : Shambhala, 1996  (ISBN 1-57062-231-0)
- The Heart of Sufism : essential writings of Hazrat Inayat Khan, introduction H.J. Witteveen, Boston & Londres : Shambala, 1999,  (ISBN 1-57062-402-X)

#### Publications en langue française
- Les Fleurs du jardin d'Inayat Khan, Londres et La Haye : East West Publications, 1979,  (ISBN 90-70104-32-6)
- Un thème de méditation pour chaque jour, extraits de Pir-o-Murshid Hazrat Inayat Khan sélectionnés par Pir Vilayat, trad. Sophia Bertelsen, Ed. Le Souffle d’or, 1983
- L’Unité des Idéaux spirituels, Suresnes : Ed. Association LSPS, 2015-219, 4 volumes,  (ISBN 978-2-35682-412-7, 978-2-35682-445-5, 978-2-35682-678-7 et 978-2-35682-824-8)

### Œuvres réunies en collection
- 1960-67 : The Sufi Message of Hazrat Inayat Khan, 12 volumes.
- 1991-1996 : A Sufi message of Spiritual Liberty, révision des volumes précédents pour aboutir à 14 volumes.
- 1988-2022 : Complete Works of Pir-o-Murshid Hazrat Inayat Khan:Original Texts, 14 volumes à ce jour plus un index combiné.
- 2015-	 Collection Liberté spirituelle et pensée soufie, Suresnes, Association LSPS, 16 volumes à ce jour
- 2016–	The Sufi Message of Hazrat Inayat Khan: Centennial Edition, 5 volumes à ce jour
- 2018–	Le message soufi d'Hazrat Inat Khan, Omega publications - L'Harmattan Paris, 4 volumes à ce jour

### Publications en langue anglaise
- Regina Miriam Bloch, The Confessions of Inayat Khan, Londres : The Sufi Publishing Society, 1915
- Sharifa Lucy Goodenough, Akibat - Life after death, "Voice of Inayat" series, Londres : The Sufi Publishing Society, 1919
- Sharifa Lucy Goodenough, Love, Human and Divine, "Voice of Inayat" series, Londres : The Sufi Publishing Society, 1919
- Sharifa Lucy Goodenough, The Phenomenon of the Soul, "Voice of Inayat" series, Londres : The Sufi Publishing Society, 1919
- Zohra Mary Williams, Pearls from the Ocean Unseen, "Word of Inayat" series, Londres : The Sufi Publishing Society, 1919 (lire en ligne)
- Nargis Jessie Eliza DOWLAND, Between the desert and the sown, Londres : The Sufi Publishing Society, 1923
- Nargis Jessie Eliza DOWLAND, At the gate of discipleship, Londres : The Sufi Publishing Society, 1924
- Nargis Jessie Eliza DOWLAND, The lifted veil, Londres : The Sufi Movement 1925
- Nargis Jessie Eliza DOWLAND, Wine from the Tavern, Londres : Rider &co non daté (sans doute 1925)
- Kismet Dorothea Stam, Rays, 1927
- Anonyme, Memories of Hazrat Inayat Khan by a disciple, Londres : Rider &co non daté (sans doute 1930) (lire en ligne)
- Musharaff Moulamia Khan, Pages in the Life of a Sufi, Londres : The Sufi Publishing Society, 1932, (lire en ligne)
- Sophia Saintsbury-Green, The Wings of the World or the Sufi Message as I see it, Londres & Deventer, Luzac & Co, Ae. E. Kluwer, 1934
- Kismet Dorothea Stam, Fragrance from a Sufi's Garden, Londres, Luzac & Co, 1935
- Kismet Dorothea Stam, Sufi Lore and Lyrics, Londres, Luzac & Co, 1935
- Kismet Dorothea Stam, Musings from a Sufi, Londres, Luzac & Co, 1935
- Sirkar Van Stolk, Daphne Dunlop, Memories of a Sufi Sage Hazrat Inayat Khan, Wassenaar, East-West Publications, 1967.
- De Jong-Keesing, Inayat Khan: A Biography, Londres et La Haye : East-West Publications, 1974,  (ISBN 0-71890-243-2)
- Inayat answers, Londres et La Haye : Fine Books Oriental and East-West Publications, 1977.
- Élise Guillaume-Shamhart, Munira Van Voorst van Beest (ed.), The Biography of Pir-o-Murshid Inayat Khan, Londres et La Haye : East-West Publications, 1979,  (ISBN 0-85692-011-8, 0-85692-012-6 et 0-85692-013-4)
- Inayat Khan, Pir Vilayat, The Message in Our Time : The Life and Teachings of the Sufi Master Pir-o-Murshid Inayat Khan, San Francisco : Harper Row, 1979.
- Wil Van Beek, Hazrat Inayat Khan, Master of Life, Modern Sufi Mystic, New York : Vantage Press, 1983.
- Sophia Saintsbury-Green, Images of Inayat, New Lebanon, NY : Omega Publications, 1992.
- Fatha Engel, Only you can change the world, Washington : Ziraat Publications, 1992  (ISBN 0-94532-404-9).
- Inayat Khan, Pirzade Zia (ed.), A pearl in Wine: Essays in the Life, Music, and Sufism of Hazrat Inayat Khan, New Lebanon : Omega Publications, 2001
- Theo Van Hoorn, Recollections of Inayat Khan and Western Sufism, traduction, annotation et introduction par Hendrik J.Horn, Leiden : Foleor Publishers, 2010,  (ISBN 978-9-07503-532-2)

### Publications en langue française
- Sharifa Lucy Goodenough, Soufisme d'occident, trad. Michel Guillaume, Paris : Ed du Vieux Colombiers, 1962
- Nargis Jessie Eliza DOWLAND, Entre désert et champs verdoyants, Suresnes : Association LSPS, 2023,  (ISBN 978-2-38397-148-1)
- Nargis Jessie Eliza DOWLAND, Le seuil de la discipline, Suresnes : Association LSPS, 2024,  (ISBN 978-2-38397-211-2)
- Nargis Jessie Eliza DOWLAND, Le voile soulevé, Suresnes : Association LSPS, 2025,  (ISBN 978-2-38397-281-5)
- Nargis Jessie Eliza DOWLAND, Le vin de la Taverne, Suresnes : Association LSPS, 2025,  (ISBN 978-2-38397-313-3)

### Revues périodiques en langue anglaise
- Sufi magazine, (1915-1921), (lire en ligne)
- Sufism, (1921-1924), (lire en ligne)
- The sufi record, (1925-1936), (lire en ligne)

### Revues périodiques en langue française
- Soufisme (1926-1930)
- La Pensée Soufie (1964-1987), (lire en ligne)